# Casa de Campo (parc)
La Casa de Campo és el parc públic més gran del municipi de Madrid (Espanya). Situat a l'oest de la ciutat, està situat al barri homònim del districte de Moncloa-Aravaca.
El parc està annex a la Monte de El Pardo i té una extensió d'1.722,6 ha, incloent-hi els terrenys del Club de Campo, al que va cedir part de la seva superfície. Aquesta superfície duplica la del Bois de Boulogne, a París, és cinc vegades més gran que el Central Park de Nova York o 6,5 vegades més gran que Hyde Park de Londres.
La Casa de Campo va ser propietat històrica de la Corona Espanyola i vedat de caça de la reialesa. Després de la proclamació de la Segona República, va ser cedida per l'Estat al poble de Madrid (1 de maig de 1931), estant des de llavors oberta al públic.
En el seu interior estan situades diverses instal·lacions, com el Parc d'Atraccions, el Zoològic, el Telefèric (que connecta la Casa de Campo amb el Parc del Oeste, a l'altre costat del riu Manzanares), part dels recintes firals d'IFEMA (Institució Firal de Madrid), el pavelló multiús Madrid Arena, la Venta del Batán (lloc tradicional de tancament dels braus en els dies previs a la seva lídia a la plaça de toros de Las Ventas) i diferents instal·lacions esportives populars.

## Història

### Abans dels Àustries

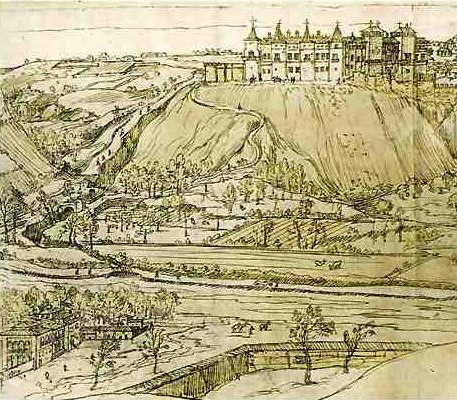
En aquest fragment de la Vista de Madrid, pintada per Anton van der Wyngaerde en 1561 pot veure's l'Alcàsser Reial i, en l'angle inferior esquerre, la casa-palau dels Vargas i el tram final del rierol de Meaques

La Casa de Campo, com tota la riba dreta del Manzanares, va ser habitada per l'ésser humà des de l'època paleolítica. Del Neolític són característics a la zona els fons de cabanya.
De l'època romana és de destacar el municipi de Miacum, que alguns estudiosos situen dins dels límits del parc i del nom del qual derivaria el de l'actual rierol Meaques. A partir del segle iv tota la zona central de la península entra en decadència i, en arribar els àrabs en el segle vii, l'àrea pràcticament es despobla, situació que començaria a canviar amb la fundació per Muhàmmad I, a mitjan segle ix, de Magerit, la fortalesa que donaria origen a l'actual ciutat.
A la fi del segle xiv, Enric III designa el Monte de El Pardo com a residència reial, la qual cosa a la llarga influiria en la posterior designació de Madrid com a capital, segle i mig després. Una sèrie de famílies nobles residents a la ciutat afermen el seu poder mitjançant la compra de terres en el seu entorn.
Entre ells destaquen els Vargas, un dels llinatges nobiliaris més antics del Madrid medieval, que adquireixen, en el marge dret del riu Manzanares, una vila amb horts i terrenys que arriben fins a Carabanchel i que inclouen l'actual Casa de Campo.

### Els Àustries

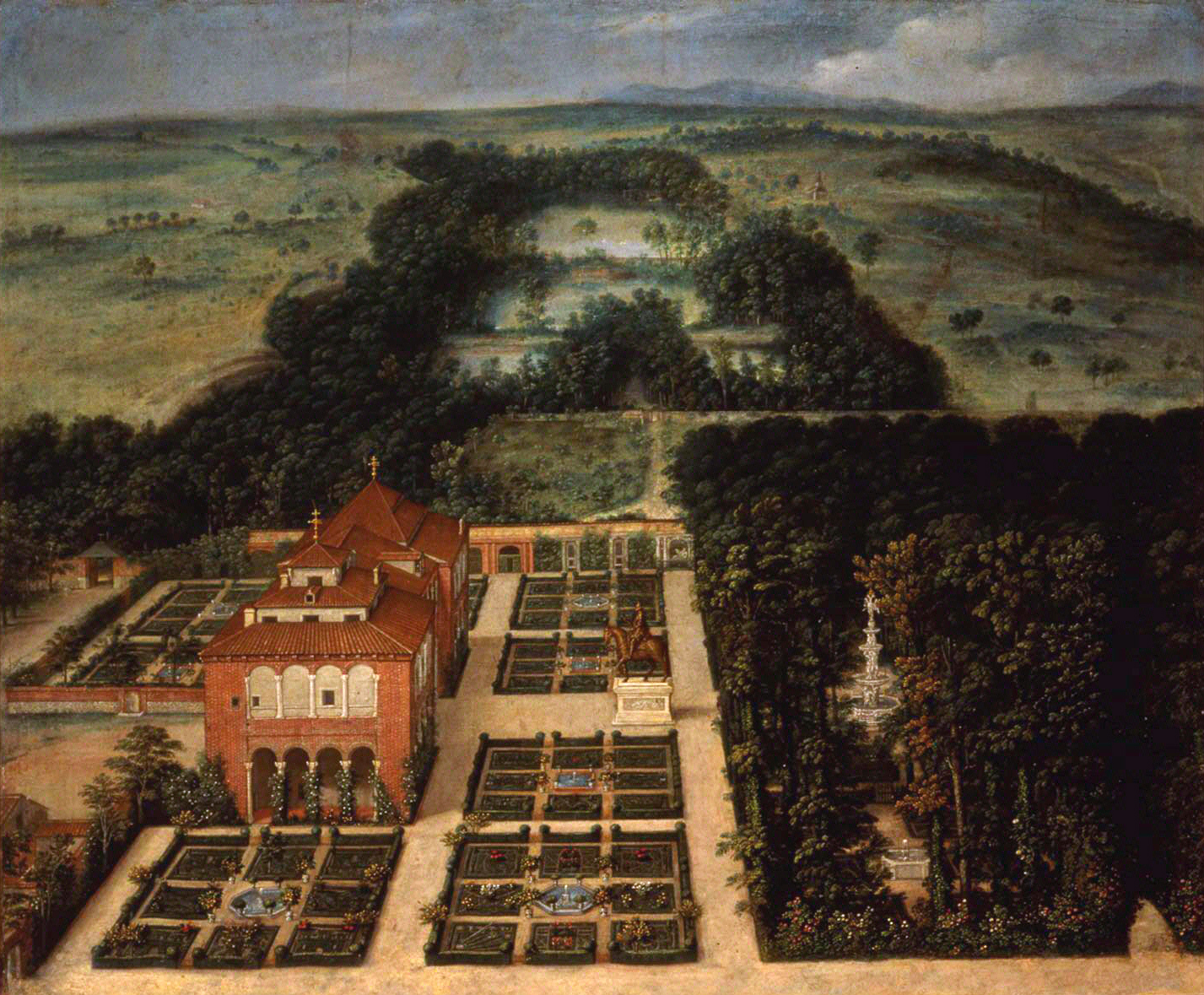
La Casa de Campo, per Félix Castello. En aquest dibuix, d'aproximadament 1634, es pot veure en els jardins del palau dels Vargas l'escultura de Felip III

Així doncs, el recinte de la Casa de Campo va a sorgir com a tal a causa de la seva proximitat a la ciutat de Madrid, i molt especialment al Palau Reial, sorgit a partir de 1537 després de la reforma de l'antic Alcàsser per Carles I. Uns anys abans, en 1519, Francisco de Vargas, membre del Consell de Castella en temps dels Reis Catòlics, construeix una «casa de camp» en els terrenys que posseeix la seva família a l'altre costat del riu.
Abans de produir-se el definitiu trasllat de la Cort a Madrid en 1561, Felip II posa en pràctica una estratègia per dotar d'intimitat la seva futura residència i aïllar-la de la resta de la ciutat, la qual cosa va dur a terme mitjançant successives compres i expropiacions de terrenys entorn de l'Alcàsser. El Rei, gran aficionat a la caça i coneixedor de la riquesa cinegètica del Monte de El Pardo, es va proposar també l'adquisició de terrenys que li permetessin crear un gran bosc des de la rodalia de l'Alcàsser fins a El Pardo i així disposar d'una reserva amb situació privilegiada propera a la seva residència.
Per aconseguir això, en 1559, ordena des de Brussel·les al seu secretari Juan Vázquez de Molina que compri finques en les proximitats de l'Alcàsser, entre les quals destaquen la casa de camp de Fadrique de Vargas i els terrens confrontants, amb la intenció de transformar-los, com s'ha dit, en zona d'esbarjo i, sobretot, reserva de caça per a ús exclusiu de la família real. Segons consta en Real Cèdula expedida en 1562, Felip II aconsegueix aquesta casa. A partir d'aquest any, i fins a 1567, es desenvolupen els treballs de condicionament que transformaran l'antiga residència dels Vargas en una vila-palauet d'esbarjo, projecte que dirigeix l'arquitecte Juan Bautista de Toledo, que construirà també els jardins coneguts com El Reservado, els més propers al palauet. El jardiner italià Jerónimo de Algora, també conegut per les seves aportacions en els jardins del Palau d'Aranjuez, treballa en el primer disseny a Espanya que incorpora els criteris de jardí formal característics de les viles del Renaixement italià, als quals s'afegeixen elements musulmans i flamencs per donar lloc al clàssic parterre geomètric espanyol, amb gran varietat de flors i espècies vegetals.

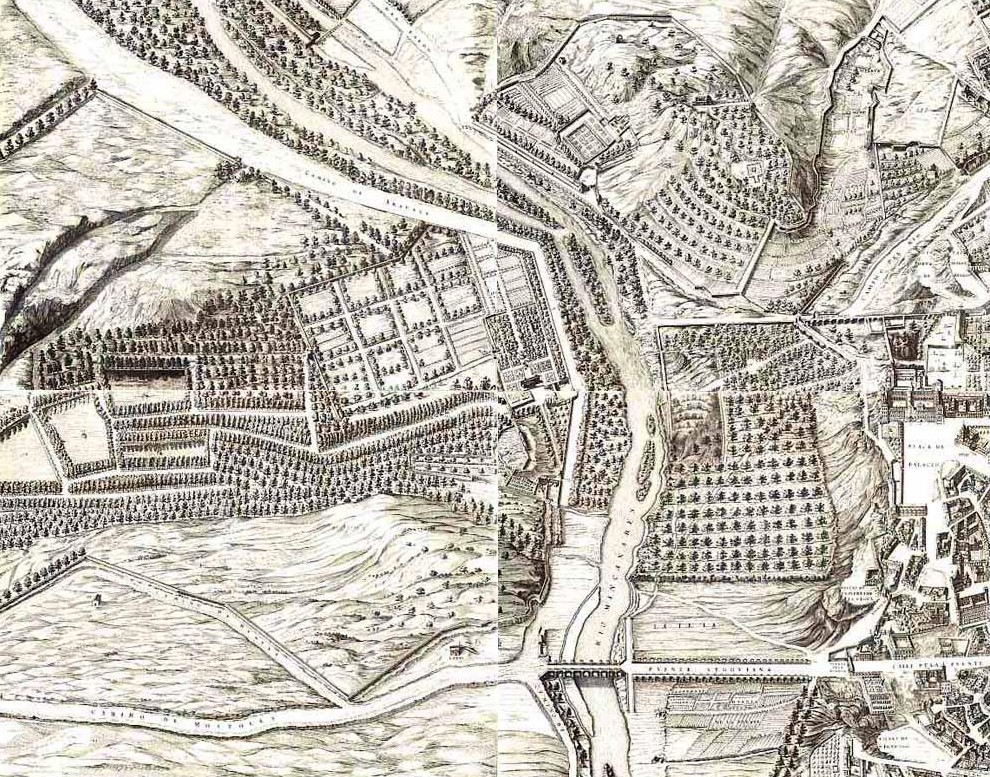
Fragment del plànol de Pedro de Texeira (1656) en el qual es pot apreciar la Casa de Campo, el riu Manzanares i l'Alcàsser dels Àustries

Per la seva banda, l'holandès Pierre Jasen s'encarrega de construir diversos estanys, juntament amb les canalitzacions necessàries per proveir-los. Alguns d'ells són navegables amb petites embarcacions d'esbarjo i almenys un, situat en algun lloc de la gran esplanada que hi ha al costat de l'actual Llac, era de poca profunditat i solia gelar-se a l'hivern, havent-hi notícies que el patinatge en aquest estany gelat va ser un dels entreteniments de Felip III quan encara era príncep. Aquest ús de l'estany per la reialesa i els seus convidats va perdurar fins al segle xx, raó per la qual la redona que hi ha al costat d'ell es diu en l'actualitat de Patins. Un altre estany, on les actuals pistes de tennis, era anomenat estany tenquer, pel seu aprofitament piscícola per a la cria de tenques. Felip segon va seguir realitzant successives compres de terrens confrontants fins a 1583, conformant-se així el nucli de l'actual Casa de Campo.
També van intervenir en els treballs de condicionament del recinte en aquesta època el flamenc Adrián van der Müller, «mestre de fer estanys i criar peixos», i l'arquitecte Gaspar de Vega. En 1589, el rei va nomenar capellà de la Casa de Campo a Gregorio de los Ríos, clergue molt versat en plantes medicinals i autor d'un dels primers tractats moderns sobre jardineria, Agricultura de Jardines, editat per l'impressor Pedro Madrigal en 1592. De los Ríos rep l'encàrrec de crear un jardí, al costat del palauet i la porta principal, dedicat al cultiu de plantes aromàtiques i medicinals per a la farmàcia real.
Durant el regnat de Felip III l'aspecte lúdic deixa de ser l'única finalitat de la Casa de Campo. A més de lloc d'esbarjo i cacera, part dels terrenys són dedicats al cultiu de la terra i a la cria de bestiar, aus i peixos, amb la finalitat que el recinte tingui independència econòmica. S'encarrega la reforma del palauet i els jardins a l'arquitecte Juan Gómez de Mora, autor també a Madrid de la Casa de la Villa i el Palau de Santa Cruz.
En aquesta època s'instal·la al costat de la façana nord del palauet l'estàtua eqüestre del rei que actualment, des de 1848, es troba en la plaça Major. Basada en un retrat de Juan Pantoja de la Cruz, va ser començada per l'escultor Giambologna i conclosa a la seva mort pel seu deixeble Pietro Tacca. Amb més de cinc tones i mitjana de pes i regal del gran duc de Toscana, Cosme II de Mèdici, va ser realitzada a Florència i traslladada en 1616 a Madrid sota la supervisió d'Antonio Guidi, cunyat de Tacca.
Durant el regnat de Felip IV, l'interès per la Casa de Campo decreix en favor del Palau del Buen Retiro, inaugurat al desembre de 1633. Concebut al principi com a lloc de descans per a la Cort, el nou palau arriba a convertir-se en segona residència del Rei, i després en lloc de celebració de tota classe d'actes i vida galant de la Cort. L'interès del rei per les arts, en plena esplendor del segle d'or, i la grandiositat del nou palau resten interès a la Casa de Campo. Així mateix, res és digne de destacar en la història de la Casa de Campo durant el regnat de Carles II, per la qual cosa a la fi del segle xvii i principis del xviii la possessió reial entra en decadència, a la qual també contribueix la mala administració del recinte. Per solucionar-ho, es proposa l'augment dels recursos econòmics i humans destinats a la possessió, l'arranjament del palau i de les tàpies, deteriorats per les crescudes del Manzanares, o la millor cura de les seves hortes, que podrien contribuir al sosteniment econòmic del lloc.

### Els Borbó

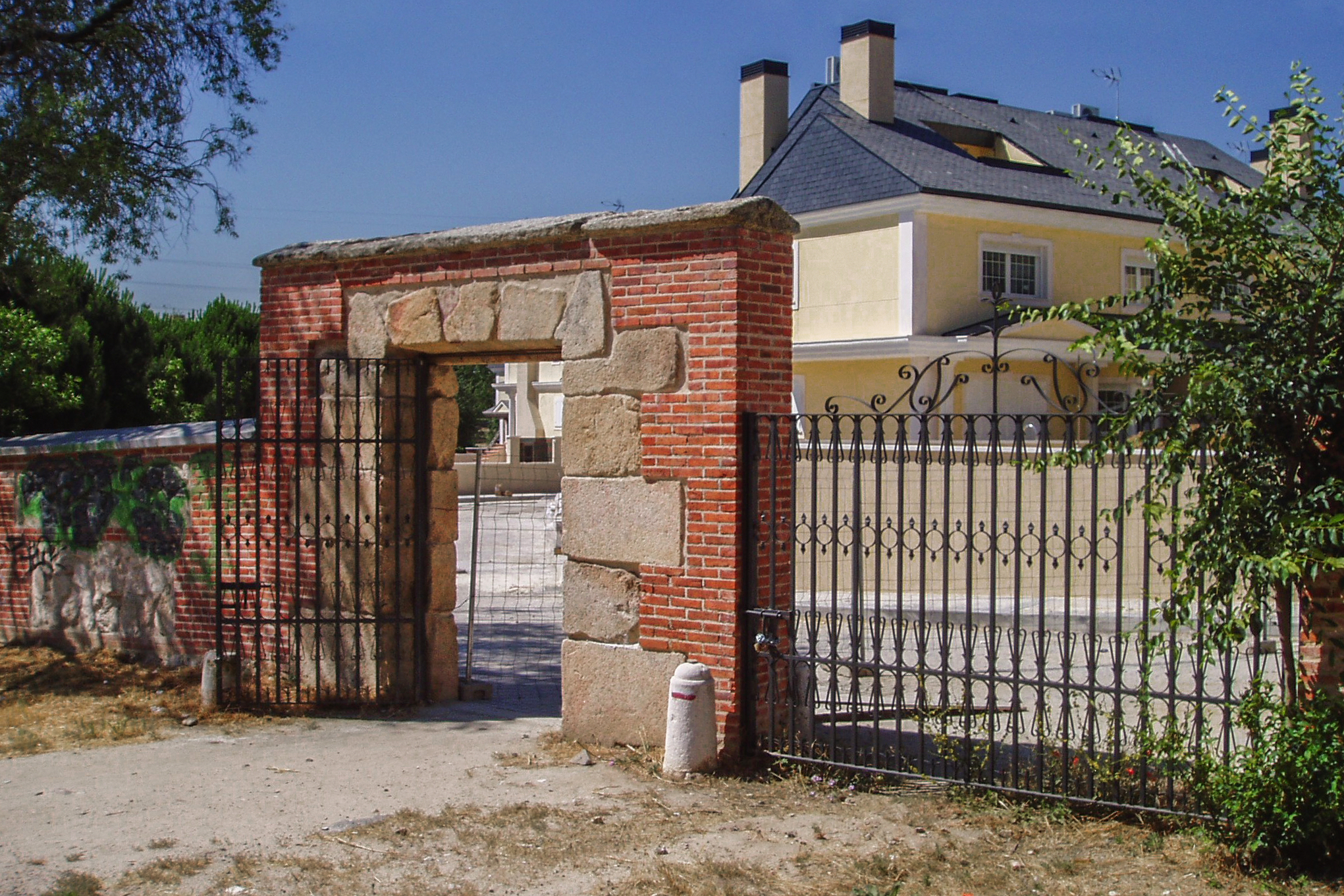
Porta del Zarzón en la tàpia manada construir per Carles III a Francesco Sabatini. Darrere pot veure's una colònia d'habitatges unifamiliars pertanyents al municipi de Pozuelo de Alarcón

Amb l'arribada de la nova dinastia, la Casa de Campo experimenta importants canvis, especialment després de la construcció del Palau Reial, la qual cosa reviscola l'interès de la monarquia pel proper recinte.
Felip V, acostumat a la cort francesa, introdueix les modes d'aquell país a la Casa de Campo i en 1720 ordena la remodelació dels jardins, que conservaven l'estil de parterre espanyol des dels dissenys de Jerónimo de Algora, per ser substituïts per broderies a la francesa, amb arbustos esculpits amb formes geomètriques, i on predominen les línies corbes enfront de les rectes de l'anterior disseny. El seu fill Ferran, sent encara infant, proporciona la que possiblement és la major ampliació de la Casa de Campo, adquirint més de mil hectàrees cap al nord i cap a l'oest (al preu d'un milió i mitjà de rals de billó) el que quintuplica l'extensió del recinte. Ja com a rei, Ferran VI declara la Casa de Campo Bosc Reial i la condiciona per al seu ús cinegètic.
Durant el regnat del seu germà Carles III es produeix l'apogeu en la productivitat de la Casa de Campo, amb nous cultius i sistemes de reg per fer-la autosuficient. En 1773, el rei encarrega un ampli projecte de transformació de tot el recinte, ampliat amb noves adquisicions de terreny, al seu gran col·laborador, l'arquitecte Francesco Sabatini, qui construeix en 1782 el pont de la Culebra, potser l'element arquitectònic més important del Parc en l'actualitat. Sabatini duu a terme tot un pla de reformes, des de la renovació del palauet fins al disseny de piles baptismals. També crea una canalització per a reg, les restes del qual encara poden observar-se, des del Llac fins a el Reservado. Així mateix, es renoven els camins interiors i, a més del citat de la Culebra, es construeixen altres quatre ponts ornamentals. També s'aixeca la Faisanera, per a la cria de faisans i altres espècies exòtiques d'aus. Així mateix, Sabatini dissenya l'església de la Torrecilla, de la qual, després de sofrir greus danys durant la Guerra del Francès i quedar completament destruïda durant la Guerra Civil, només poden endevinar-se, en l'actualitat, els fonaments. D'una altra església més antiga que ell va remodelar, la de Rodajos, no queden restes.
També s'encarrega Sabatini dels treballs de reparació, començats durant el regnat de Ferran VI, i d'aixecar-la on no existia, de la tàpia de maó i maçoneria, de setze quilòmetres de longitud, que tanca el Parc i que en gran part del seu traçat es manté en l'actualitat. El seu objectiu era impedir el pas d'estranys, essencialment caçadors furtius donada l'abundància d'animals disposats per a aquest fi en el recinte, per evitar-ho es crea un cos de guàrdies uniformats. També es reforma en aquesta època l'administració del lloc, posant al capdavant un governador sota les ordres directes del Rei, encarregant-se de la part econòmica un «veedor i comptador».
Malgrat totes aquestes actuacions, durant el regnat de Carles III no es fan grans construccions en el recinte, ja que el Rei, quan resideix a Madrid, ho fa en el proper Palau Reial, per la qual cosa no es veuen necessàries obres de millora en aquest sentit, com sí que es van fer en els palaus de La Granja, Aranjuez o El Pardo. D'altra banda, l'intent d'aconseguir la independència econòmica de la possessió a la llarga aniria en detriment seu, ja que mai va ser prou productiva com per escometre's tots els plans de millora que es van projectar. En aquesta època, els ingressos anuals que proporcionava la Casa de Campo eren de 30.000 reals de velló, la meitat proporcionats pels pous de neu que hi havia en el recinte.

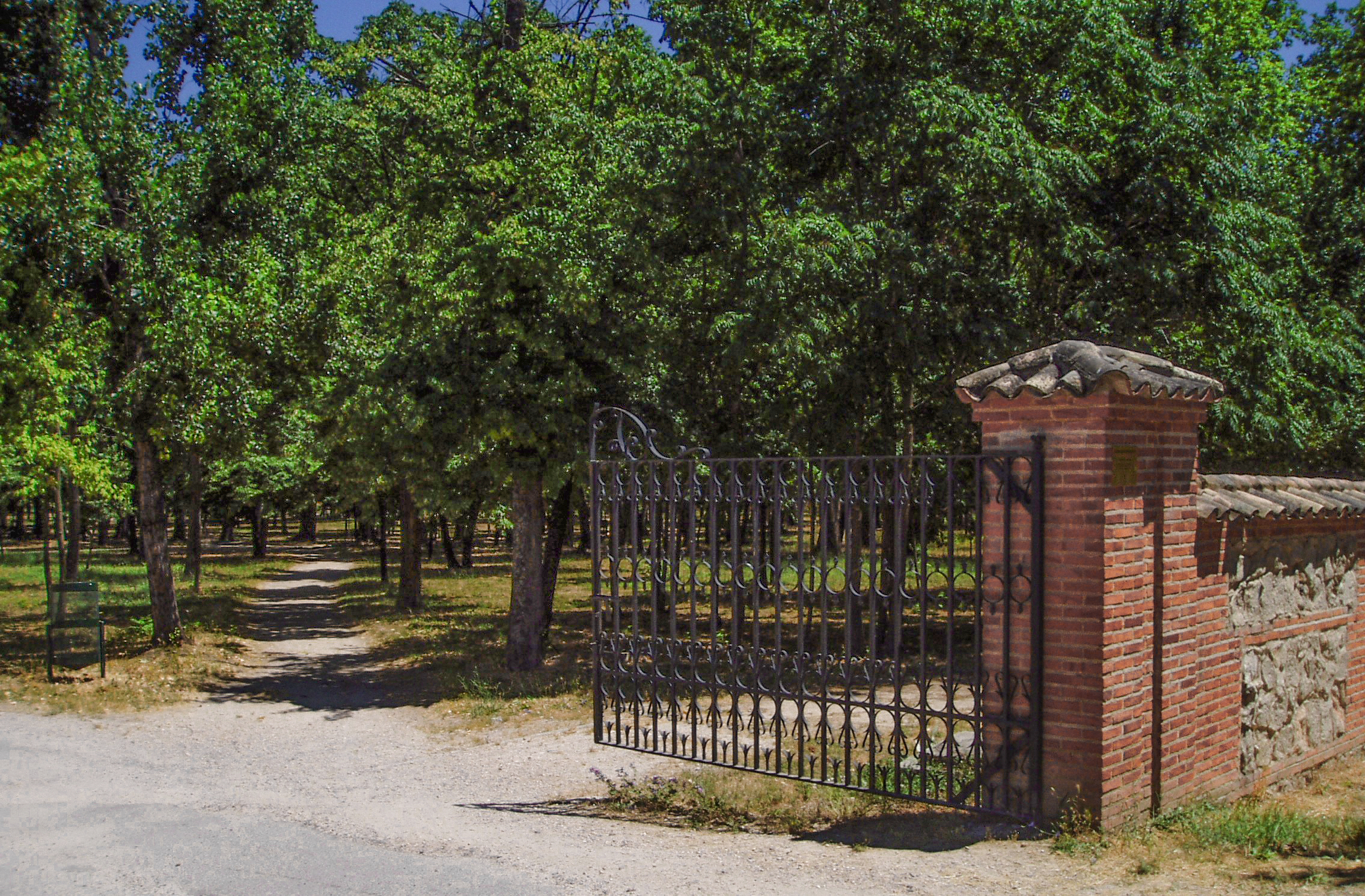
Entrada nord-oest del Reservado Chico, junt a La Faisanera

Durant el regnat de Carles IV es construeixen principalment avingudes i places que uneixen els diferents edificis del recinte. En aquesta època pràcticament l'únic ús de la propietat real és el de vedat i el dèficit, com al llarg de tot el segle xix, va constantment en augment. Amb la invasió francesa es produeixen nombrosos desperfectes en l'arbrat i en la casa-palau, encara que pels inventaris fets en acabar aquella se sap que l'espoli, contràriament a l'admès tradicionalment, va ser mínim. En temps de Josep I, l'arquitecte Juan de Villanueva construeix un passadís envoltat que comunica el Palau Reial amb la zona on comença el Pont del Rey, que seria construït en 1829 per l'arquitecte Isidro González Velázquez.
En 1834, durant la regència de Maria Cristina de Borbó, la integritat de la Casa de Campo va córrer seriós perill en presentar-se un projecte d'edificació d'un nou poble, La Real Cristina, que havia de construir-se sobre tota la seva extensió. El projecte no es va dur a terme. Durant el regnat d'Isabel II es va impulsar un projecte per renovar l'arbrat. En 1860 es construeix el pont per a la línia ferroviària Madrid-Irun, que creua la Casa de Campo. D'aquesta època és també la principal font ornamental del parc, anomenada d'Isabel II, erigida originalment al carrer San Bernardo per inaugurar el Canal d'Isabel II i que, després de ser traslladada a la Porta del Sol i posteriorment a la Glorieta de Cuatro Caminos, va acabar per fi recalant a la Casa de Campo.
En 1876, ja durant el regnat d'Alfons XII, es construeix un nou llac de patinatge. En 1878 el recinte sofreix un paorós incendi enmig d'una de les pitjors sequeres del segle xix a Espanya, coneguda en el seu temps com «la seca de quatre anys» (1875-1879). En el sinistre va morir un jornaler, 900 faneques de superfície van ser arrasades i 1.013 arbres destruïts. Tot el personal de la Casa de Campo es va mobilitzar, aconseguint que l'incendi no fos pitjor, per la qual cosa, en prova d'agraïment pel seu valor, el rei els va concedir deu pessetes per cap.
Al començament del segle xx, la Casa de Campo, que depenia del Reial Patrimoni, era independent de la resta dels Reials Llocs i tenia la seva pròpia administració. Els empleats vivien dins del recinte i fins i tot hi havia un cementiri. Els seus ingressos venien de la venda de gel, neu, llenya, resina i de la llet, formatge i mantega de les seves vaqueries, així com de la comercialització dels productes de les seves hortes i vivers. En 1928, Alfons XIII cedeix els terrenys del Jardí de Felip II al Comitè de Plantes Medicinals del Ministeri d'Agricultura.

### Espai públic

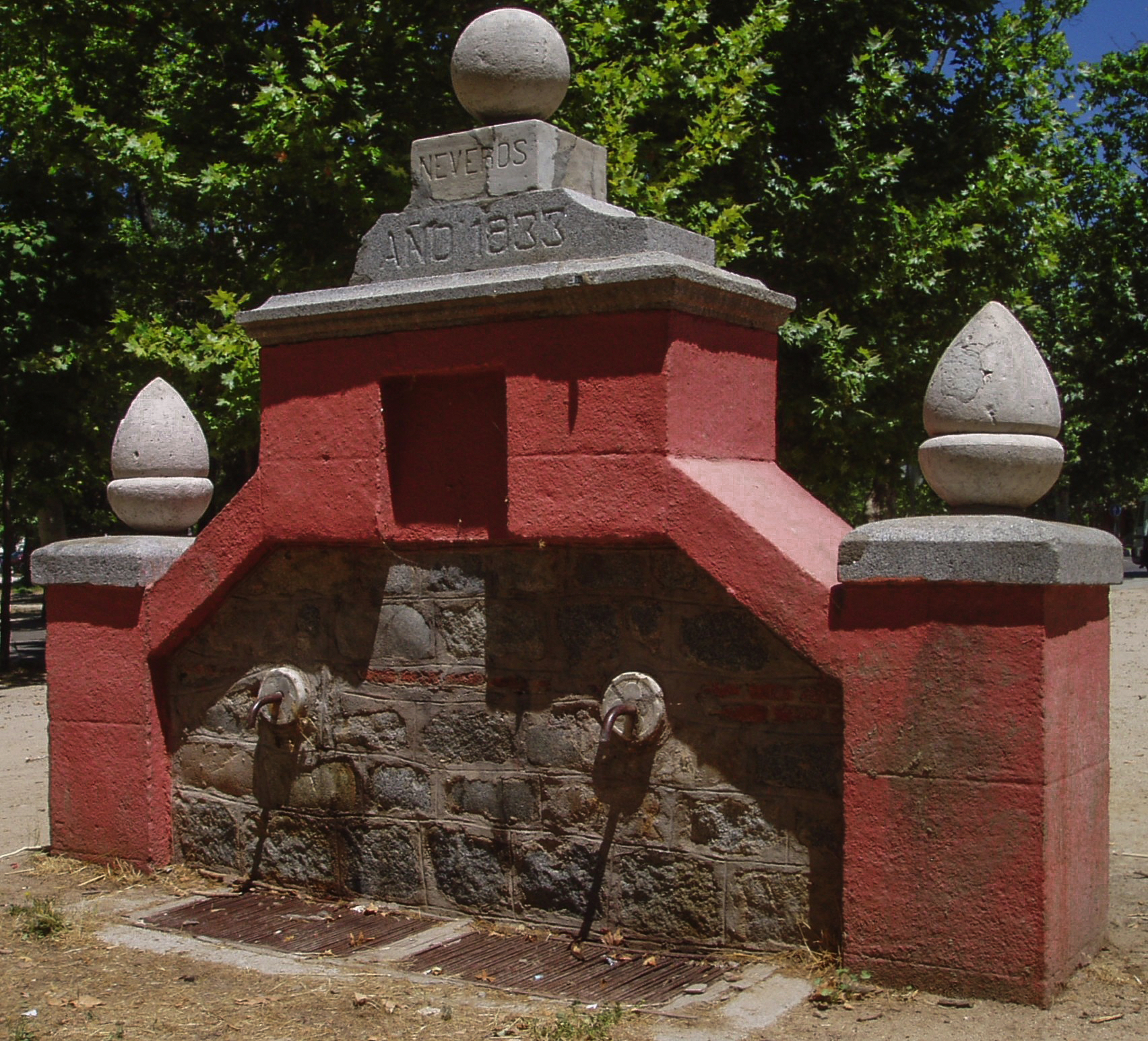
Font de Neveros (1933), prop del Llac. Com la majoria de les actuals fonts del Parc, va ser construïda durant la Segona República, quan la Casa de Campo va passar a ser de gaudi públic

La Casa de Campo va seguir sent un parc tancat, per a ús i gaudi exclusiu de la reialesa, fins a la instauració de la Segona República. El 20 d'abril de 1931, un decret del Ministeri d'Hisenda disposa cedir la fins llavors possessió real a l'Ajuntament de Madrid. L'1 de maig, amb prou feines disset dies després de la proclamació de la II República, el Ministre d'Hisenda del Govern Provisional, Indalecio Prieto, va fer lliurament al poble de Madrid, representat pel seu alcalde, Pedro Rico López, de la Casa de Campo. Aquest dia, uns 300.000 madrilenys van acudir al Parc a celebrar-ho, entrant el poble menut en el recinte per primera vegada. Cinc dies després, el 6 de maig, a les dotze del matí, es produeix el lliurament davant notari del Parc a l'Ajuntament de Madrid. El 3 de juny, un decret declara la Casa de Campo Monument Historicoartístic de caràcter nacional. D'aquesta època són la majoria de les fonts d'aigua potable que hi ha en l'actualitat al Parc. No obstant això, no serà fins a 1963 quan s'inscrigui en el Registre de la Propietat com a espai d'ús públic i fins al 5 d'octubre de 1970 en què ho faci a nom de l'Ajuntament.
Durant la Guerra Civil (1936-1939) la Casa de Campo va ser front de guerra durant gairebé tota la contesa, àdhuc hi són visibles en el seu interior nombrosos restes de trinxeres i fortins. La línia del front creuava el Parc des del Pont de los Franceses i la Ciutat Universitària, fins a la zona de l'actual Alt d'Extremadura (Vèrtex Paquillo) Passeig d'Extremadura, continuant cap al llavors municipi de Carabanchel Bajo. En el conegut Cerro Garabitas, van estar emplaçades les posicions artilleres dels revoltats que van bombardejar diàriament la ciutat durant 30 mesos. Fins a 1946 no es reobriria de nou el Parc al públic. En 1948 la propietat és cedida a Patrimoni Nacional encara que l'usdefruit segueix a poder de l'Ajuntament. En 1950 s'inaugura la I Fira Nacional del Camp amb una sèrie d'edificacions representatives de les diferents parts d'Espanya. En 1952 es declara Muntanya d'Utilitat Pública i s'escometen importants repoblacions forestals. En 1953 s'internacionalitza la Fira, denominada a partir de llavors Fira Internacional del Campo, que arribaria a la seva última edició (la desena) en 1975.

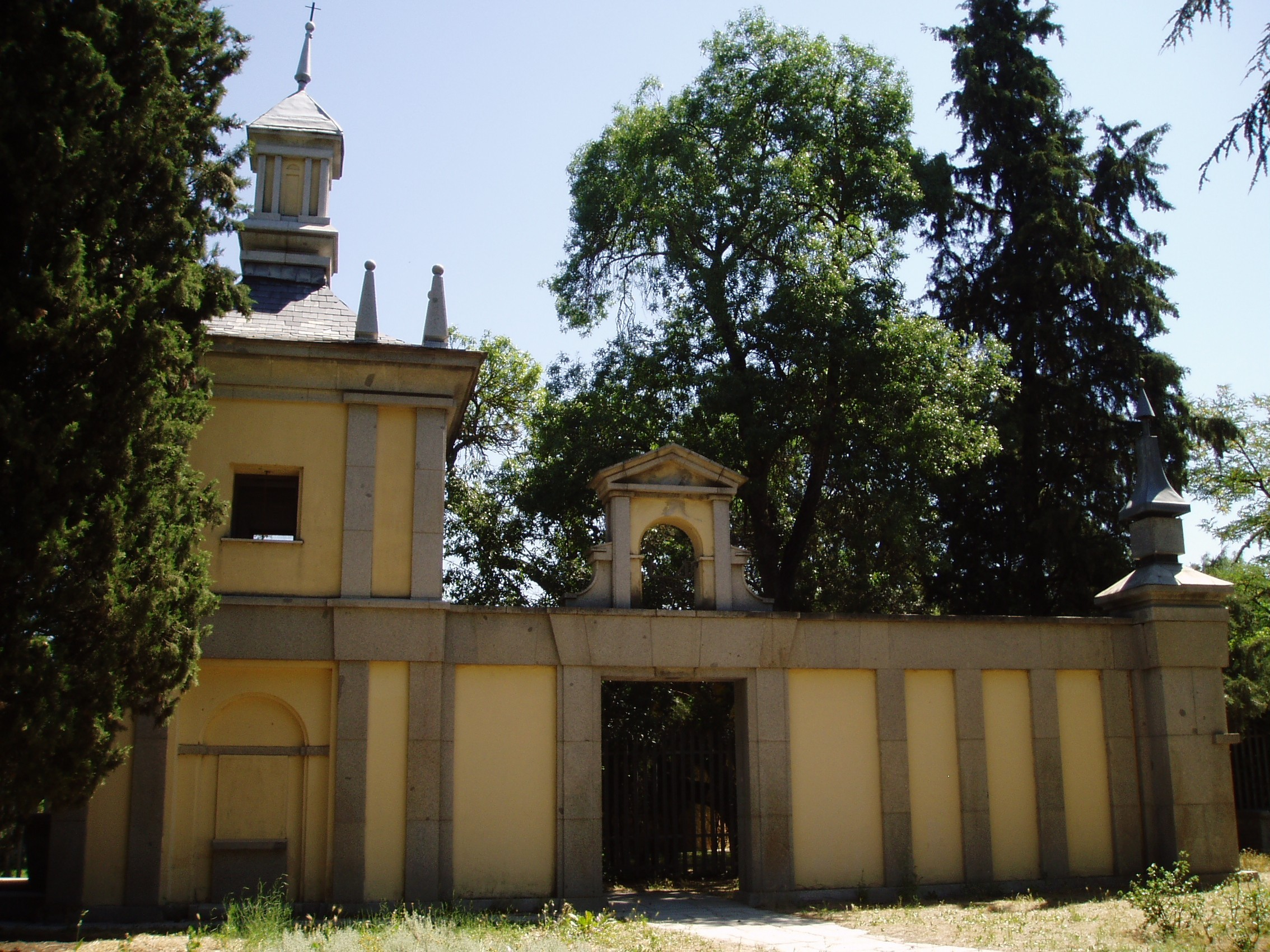
Ermita de San Pedro. Construïda a mitjan, està situada en el vèrtex sud-oest del Parc Zoològic

El 6 de febrer de 1961 s'inaugura el ferrocarril suburbà, del qual les estacions del Batán i El Lago presten servei al Parc. En 1969 s'obre el Parc d'Atraccions i el 23 de juny de 1972 el Zoològic. Prèviament, en 1971 l'Ajuntament havia aprovat un projecte d'ampliació en 400 hectàrees de la superfície de la Casa de Campo mitjançant la incorporació d'una zona pertanyent als municipis de Pozuelo i Madrid, encara que el projecte portaria diversos anys fins que es va fer realitat. A partir d'intervinguts dels anys setanta, amb l'arribada de la democràcia, cada vegada és més insistent la pressió dels veïns i dels grups ecologistes perquè la Casa de Campo es tanqui al tràfic, iniciant-se plans per recuperar-la de la seva deterioració. Ja en 1971 es va establir un límit de velocitat de 40 km/h en tot el recinte, sent la Casa de Campo un dels primers llocs de Madrid on es va utilitzar el control de velocitat per radar en els vehicles Land Rover de la Policia Municipal. El 19 de març de 1980 es prohibeix circular per les vies no asfaltades.
El 24 de juny de 1995 un gran aiguat que cau en poques hores sobre Madrid rebenta vint metres de la tàpia històrica al costat de les reixes del rierol Antequina, també afecta el Pont de Siete Hermanas sobre el rierol Meaques i es desborda el llac, les aigües del qual, en el seu camí cap al riu Manzanares, inunden el tram de l'autopista M-30 annex al Parc. Des de mitjan anys noranta sorgeix un nou problema al Parc, en instal·lar-se una àrea de prostitució a la zona sud, al costat de les carreteres més transitades pels vehicles, la qual cosa provoca les queixes de molts dels veïns i usuaris del parc. En 1999, sent President Alberto Ruiz-Gallardón, la Comunitat de Madrid declara bé d'interès cultural (BIC), en la categoria de Jardí Històric, la Casa de Campo. Això atorgava al Parc la màxima protecció ambiental. L'Ajuntament i el Club de Campo van recórrer la decisió i la van portar als tribunals, ja que s'impedia qualsevol tipus d'actuació urbanística en el recinte. En 2002 el Tribunal Superior de Justícia de Madrid va dictaminar que hi havia errors de forma a la declaració de BIC, ja que s'havia protegit el Parc com a monument històric artístic basant-se en el Decret del 20 d'abril de 1931 que cedia els terrenys a l'Ajuntament, però això només incloïa els béns de la Corona i no tot el recinte en el seu conjunt. A causa d'això, al setembre de 2007 el Tribunal Suprem d'Espanya va anul·lar la declaració de BIC.
Al maig de 2007 s'inauguren les obres de soterrament de la M-30 i de l'avinguda de Portugal que, tocant a la Casa de Campo, afecten a l'angle sud-est, on posteriorment es reconstrueix l'antiga Huerta de la Partida. En l'espai alliberat amb la desaparició en superfície de l'autopista, es construeix al juliol de 2007 un parc al costat de les riberes del riu, la qual cosa facilitaria en el futur l'accés a la Casa de Campo des de la Glorieta de San Vicente pel Pont del Rey. El 7 de juliol de 2007, es recull la demanda de veïns i ecologistes quan es prohibeix, íntegrament, el tràfic rodat a través de la Casa de Campo a través de la carretera de Rodajos, única per la qual, en horari restringit, podien circular els automòbils. Això ocasiona les queixes dels residents en Pozuelo de Alarcón i Boadilla del Monte, que utilitzaven aquesta via com a accés a la capital, uns 5.000 vehicles al dia. A partir d'aquest moment només queden oberts al tràfic els accessos al Zoo, al Parc d'Atraccions i a l'entorn del Llac.

## Naturalesa

### Geologia
Amb el desglaç després de les glaciacions del quaternari, el Manzanares va arrossegar gran quantitat de sediments que van formar extenses terrasses en els seus vessants, més antigues com més ens apropem cap a l'interior el parc. Arrossegaments posteriors del rierol de Meaques formen la zona sud-est de l'actual parc, donant lloc a un fèrtil substrat on posteriorment es construiran el Palau dels Vargas i els seus jardins i els actuals vivers. La zona també és rica en argiles. Aquestes eren considerades de bona qualitat per a la manufactura de maons i altres peces de construcció, les quals es coïen en forns a peu d'obra, com va ser el cas en les construccions dutes a terme en la possessió reial.

### Relleu i hidrografia
La Casa de Campo presenta un relleu ondat de suaus pujols amb diverses valls d'oest a est, presentant un desnivell màxim de 110 metres, entre els 690 al costat de l'entrada de Somosaguas i els 580 al costat del Manzanares. Entremig hi ha diversos turons, sent el més alt el de Garabitas, amb 679 msnm.

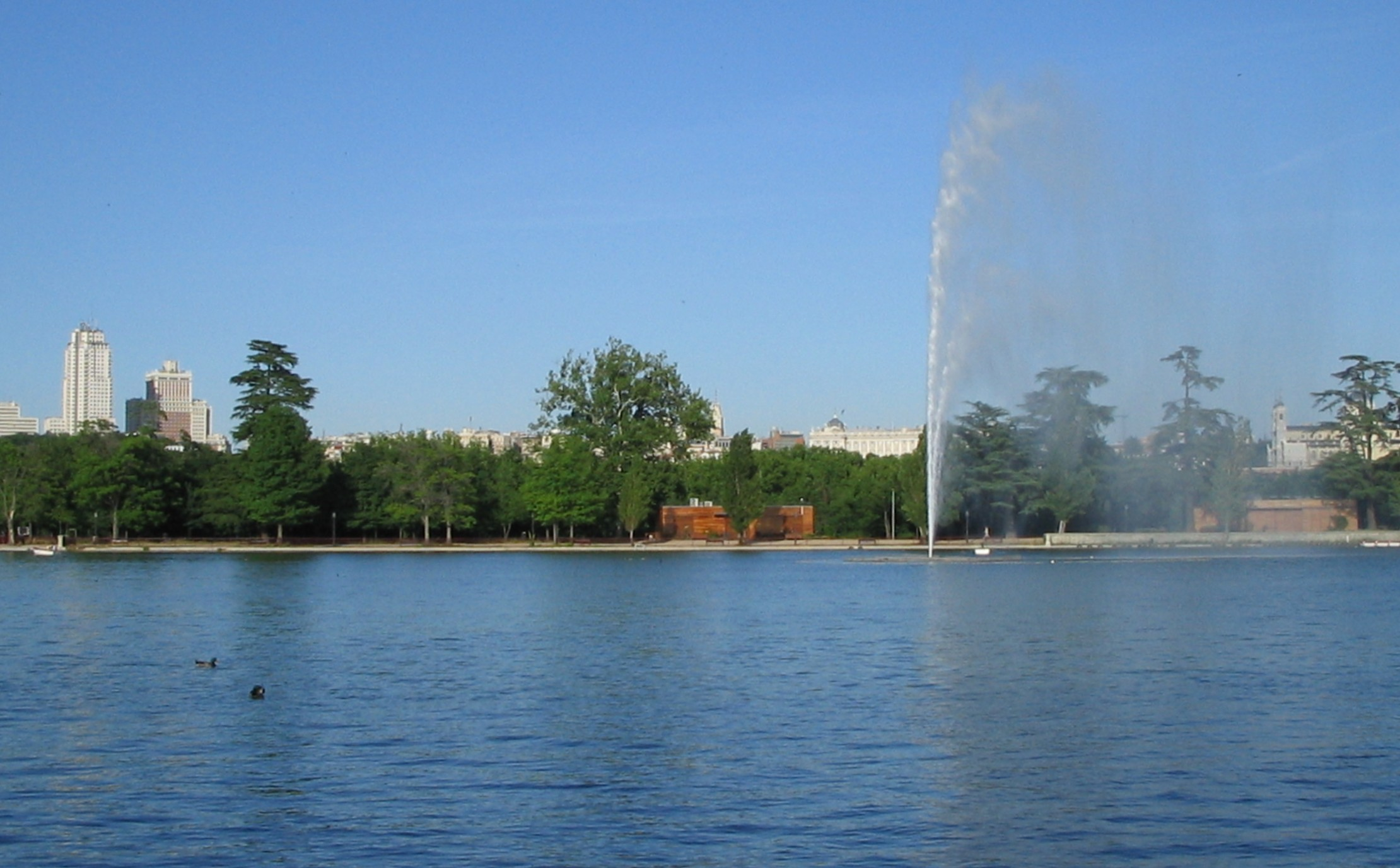
El Llac.

Per les valls citades transcorren diversos rierols fins a la seva desembocadura en el Manzanares. La majoria d'ells són estacionals i nascuts dins del parc. Només dos d'aquests rierols, que s'originen més a l'oest, tenen permanentment aigua: el de Meaques, al sud, el principal, i el d'Antequina, al nord. El de Meaques presenta diverses preses artificials en el seu recorregut fins a la Glorieta de Patines, a partir de la qual està entubat fins a la seva desembocadura al Manzanares. Històricament, el cabal d'aquests rius va ser més gran, produint-se diverses avingudes que van arribar a destrossar els ponts. En 1995 va ser l'última d'elles.
També cal destacar les fonts, de les quals n'hi ha diverses en el recinte a causa dels importants aqüífers del subsòl de tota la zona. Històricament, la més destacable d'aquestes fonts va ser la de la Font Mineral (o de l'Acero), amb aigües ferruginoses recomanades com a reconstituent. Per accedir-hi s'expedien permisos a qui ho sol·licités, però el 1860 es va canalitzar fins a la tanca de la possessió perquè el poble pogués gaudir de les seves aigües sense haver d'entrar en el recinte reial. A partir del segle xix, amb la creació del canal d'Isabel II, es van construir canalitzacions per unir aquest al parc, i són les seves aigües les que s'utilitzen actualment.

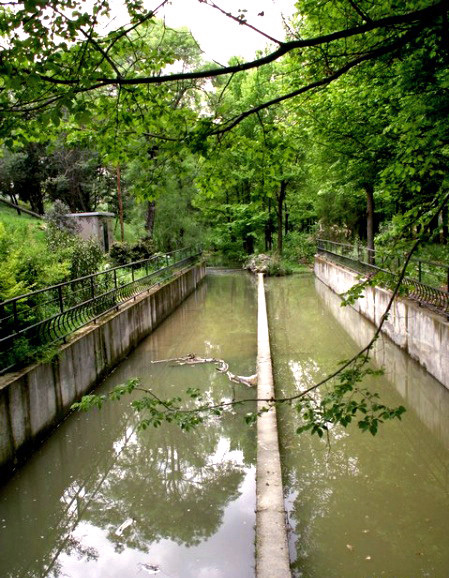
Canalització del rierol Meaques al costat de la Glorieta de Patines

Quant als estanys, encara que ja va existir una petita llacuna natural, la majoria van ser creats una vegada que el recinte va passar a ser possessió real en el segle xvi. S'utilitzaven per a diverses funcions pràctiques (reserva d'aigua per a reg, control de les crescudes, cria de peixos) i també pel seu valor estètic i d'oci (representació de naumàquies, navegació en falues i, a l'hivern, per patinar). A partir de la llacuna natural abans citada, es va construir l'anomenat Estanque Grande, principalment per a emmagatzemar aigua. En el segle xvii n'hi havia cinc (el Grande i els del Norte, del Niño, de la Mujer i del Puerco). En el segle xviii es construí, on les actuals pistes de tennis, un de nuevo, nou, l'Estanque Chico, que es dedicaria posteriorment a la cria de tenques i fou anomenat El Tenquero. En el segle xix en quedavan tres i el rey Alfons XII construí al Grande un embarcador i dedicà l'altre al patinatge, anomenat des d'aleshores de Patines i que fou dessecat després de la Guerra Civil. El tercer i el Grande s'uniren per a crear l'actual llac.
Entre 1996 i 2000 es crearen catorze bassals petits per a augmentar la biodiversitat del parc; foren repoblades amb amfibis i peixos i actualment també s'hi reprodueixen algunes aus.

### Flora

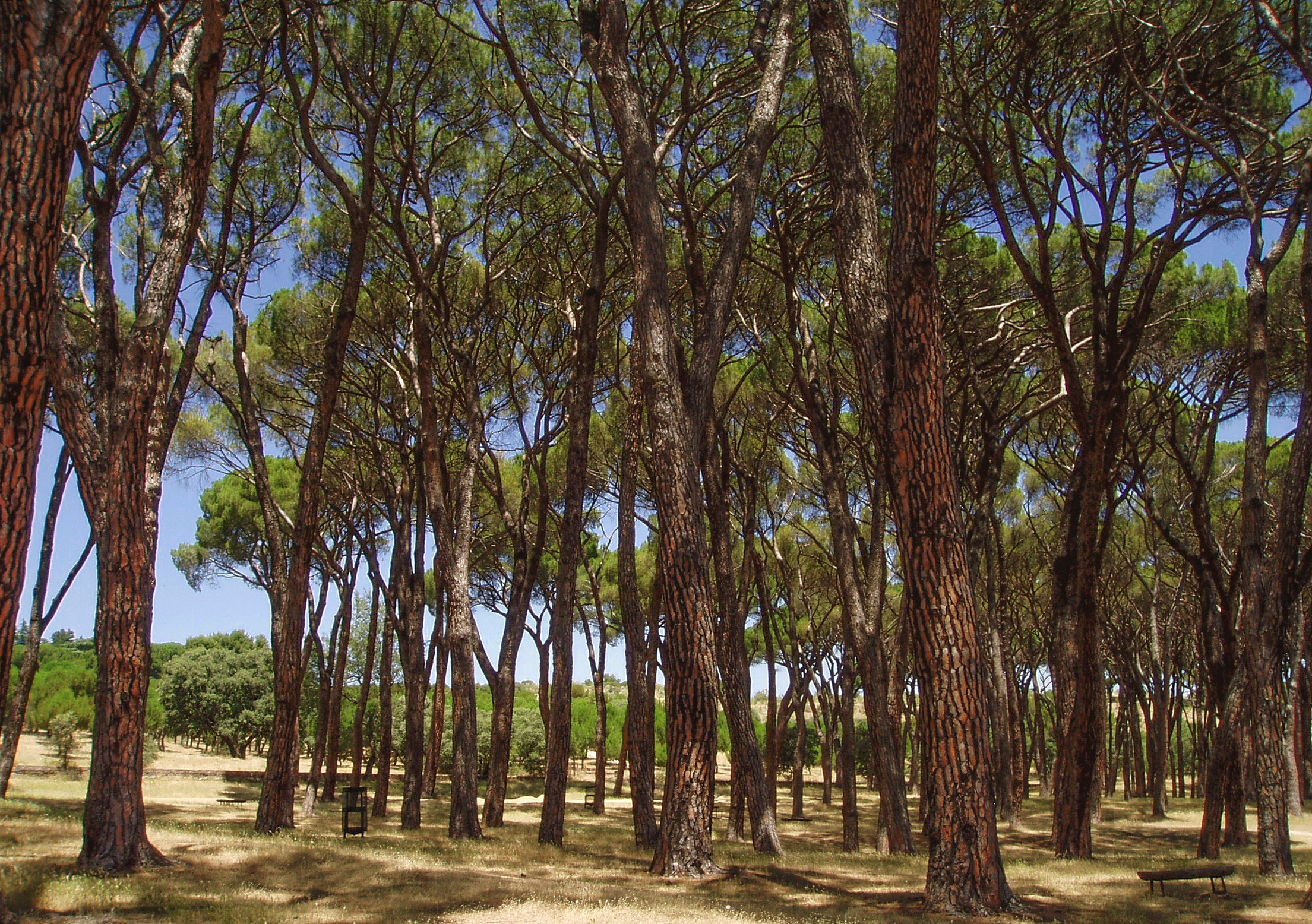
Pineda de Siete Hermanas

La vegetació natural de la Casa de Campo és l'alzinar, acompanyat d'arbustos, especialment la ginesta. No obstant això, com hem vist, al llarg de la seva història ha experimentat una constant transformació, instal·lant-se en algunes èpoques terres de cultiu i repoblant-se en altres amb diferents espècies arbòries alienes al lloc, especialment pins, però també unes altres com àlbers, castanys, pollancres, plàtans d'ombra, freixes, roures o salzes. L'any 2002 en l'inventari d'arbrat es trobaven censats 686.294 exemplars.
Actualment els alzinars existents són fruit de la repoblació dels últims temps, encara que alguns exemplars aïllats poden ser més antics (probablement el més antic té uns 250 anys). En l'actualitat representen el 16% de la superfície total del parc (al segle xix eren el 10%), si bé no són alzinars en el seu estat natural, sinó molt condicionats per l'ús intensiu del parc. Les alzines alberguen sota les seves branques, a més de la citada ginesta, altres espècies com arç, aranyoner, romaní, farigola, esparreguera, sempreviva, cap d'ase o matapoll. Les pinedes es replantaren massivament després de la Guerra Civil, que va arrasar la Casa de Campo, encara que ja a mitjan segle xix es van plantar gairebé quaranta mil i existeixen exemplars de més de 200 anys. Nombrosos topònims adonen de l'existència de pinedes des de molt antic.
Al costat dels rierols es va donar una vegetació típica de ribera, amb freixes, pollancres, oms, salzes, verns, gergues i vimeteres, tamariu… No obstant això, en ser precisament aquestes zones les més utilitzades per l'ésser humà ja des de la prehistòria, la seva vegetació ha variat molt. Els àlbers, blancs i negres, formaven fa segles extenses alberedes amb arbres de gran altura que proporcionaven ombra, però avui dia només es presenten aïllats. Un d'aquests arbres, de grans dimensions i que ja no existeix, va donar nom al pont del Pollancre i, al costat del llac, un passeig conserva el nom de Paseo de los Chopos (Passeig dels Pollancres).
Per la seva banda, els pocs verns que quedaven van desaparèixer amb les inundacions de 1995. Quant al tamariu, prop del llac perviu un exemplar de 250 anys d'antiguitat. La majoria dels oms ha desaparegut a causa de la grafiosi. No obstant això, sí que hi ha diversos exemplars de freixes a la vall del Meaques. Al costat dels rierols també cal destacar la presència d'esbarzers, que han donat nom al rierol de la Zarza i a la zona del Zarzón. Entre les espècies d'arbres introduïdes cal destacar el roure, el plàtan, el castany d'índies, la morera, l'ailant, l'acàcia, el cedre, l'arbre de l'amor o el teix.
L'any 2000, 18 arbres o conjunts d'ells van ser catalogats com a arbres singulars. Es troben senyalitzats mitjançant uns cartells de fusta que descriuen les seves característiques especials.

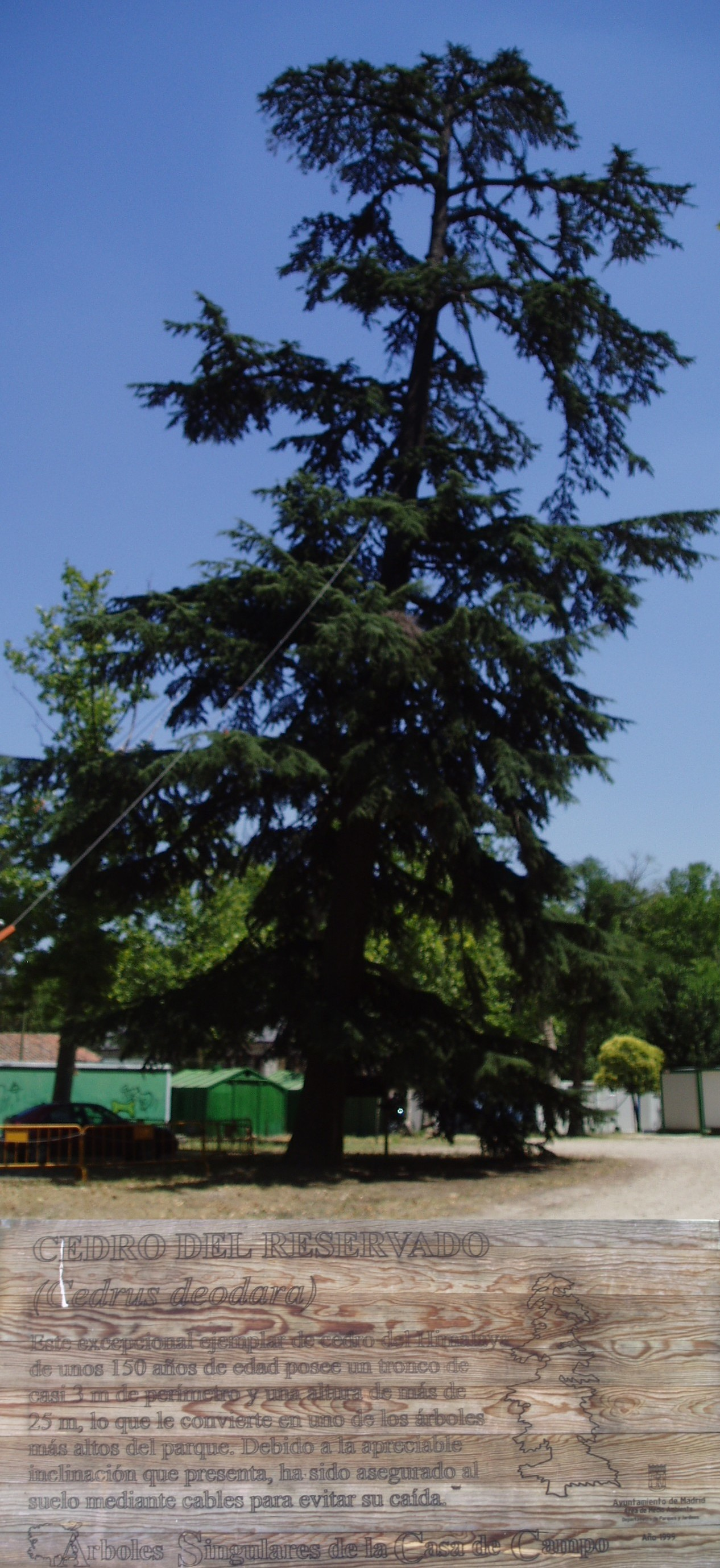
Cedro del Reservado
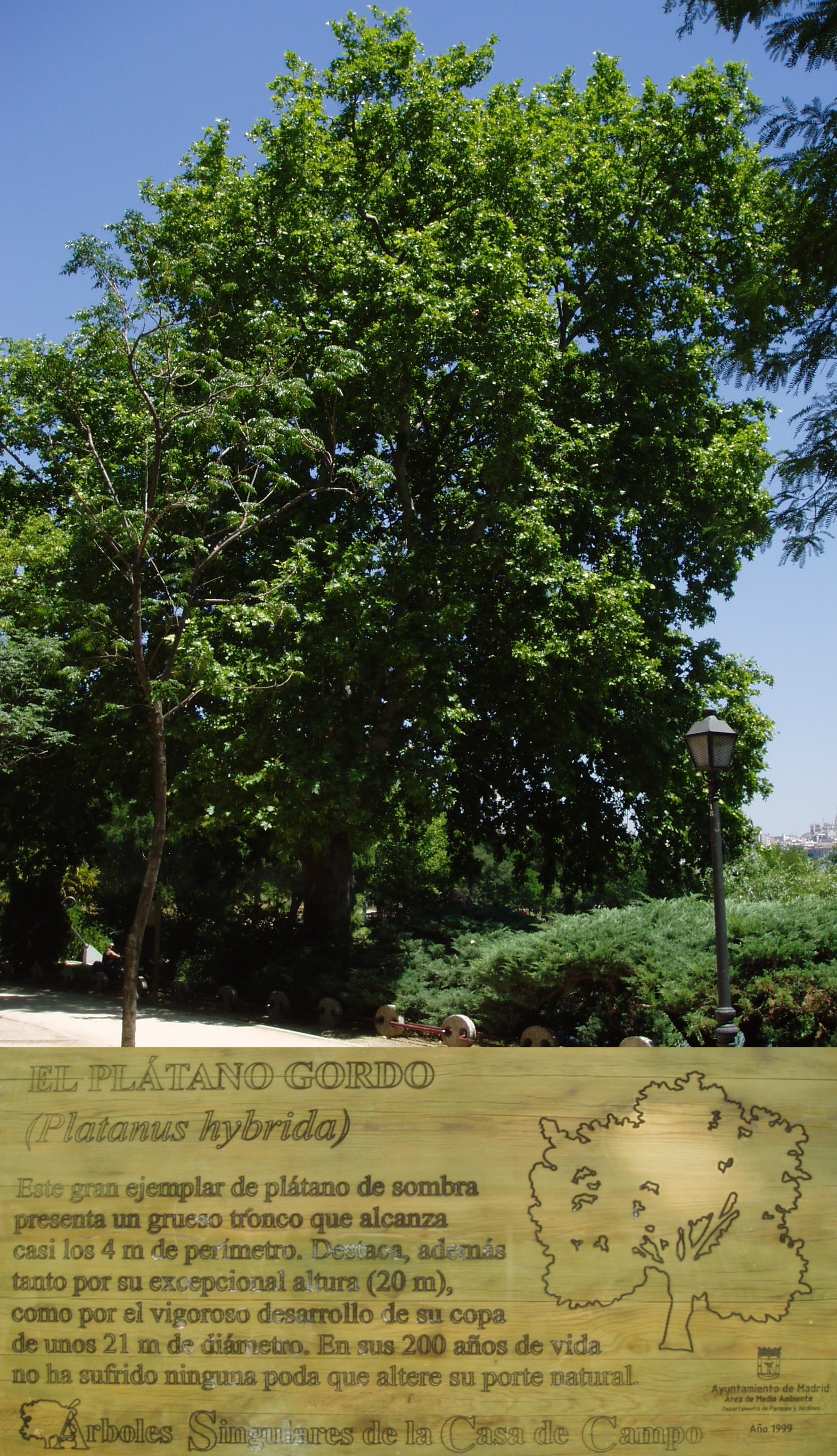
El plátano gordo
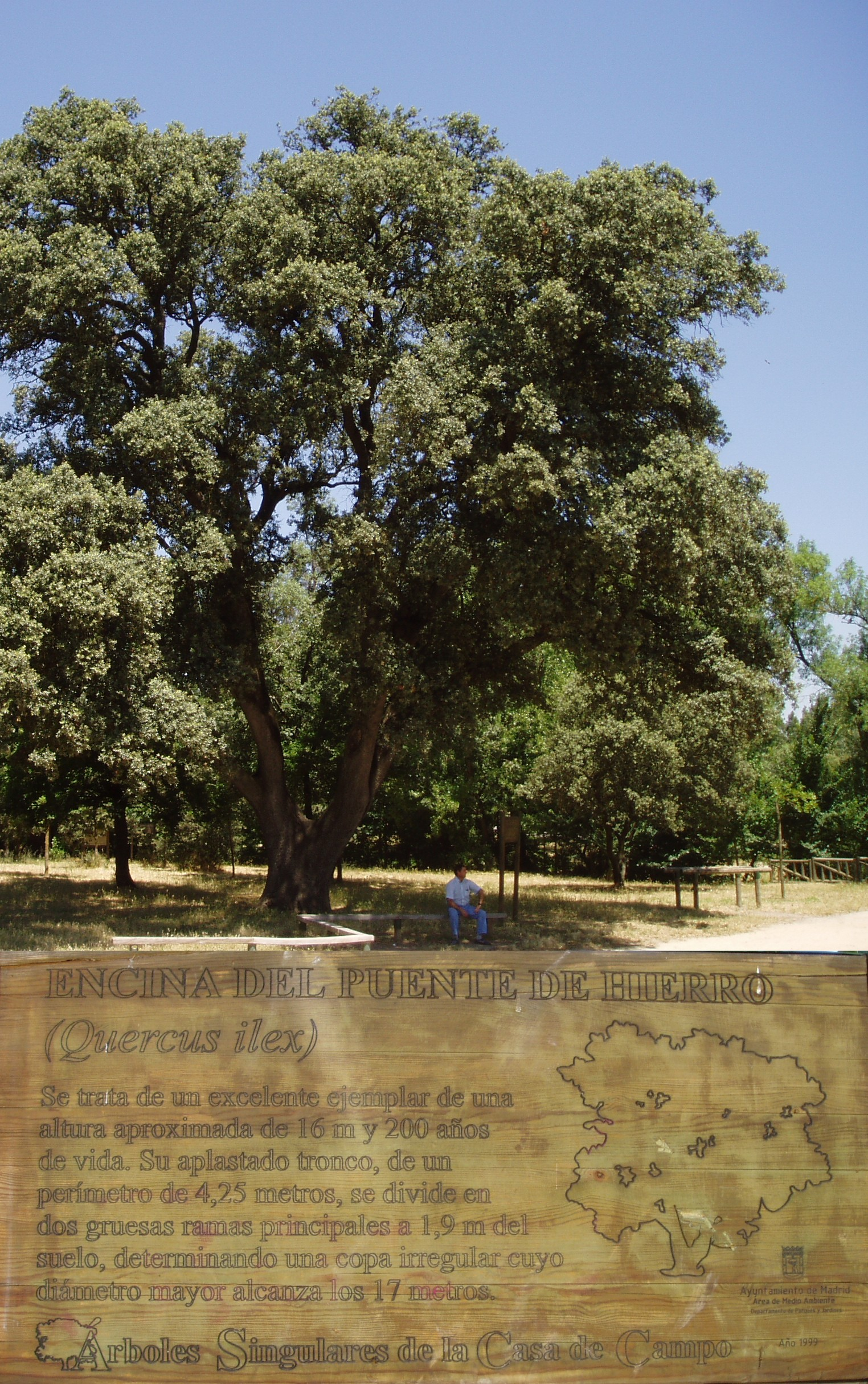
Alzina del pont de Hierro
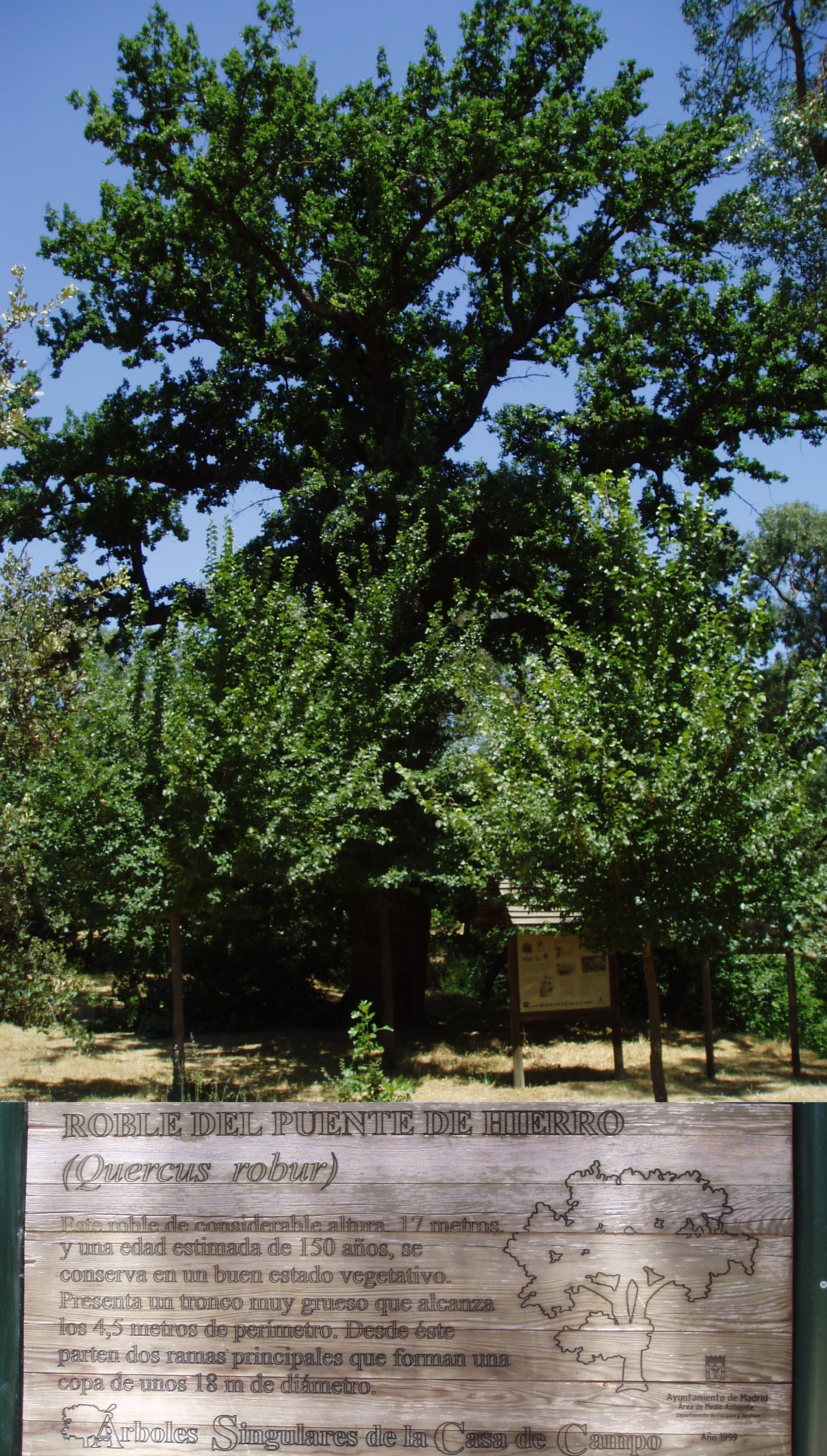
Roure del pont de Hierro

### Fauna

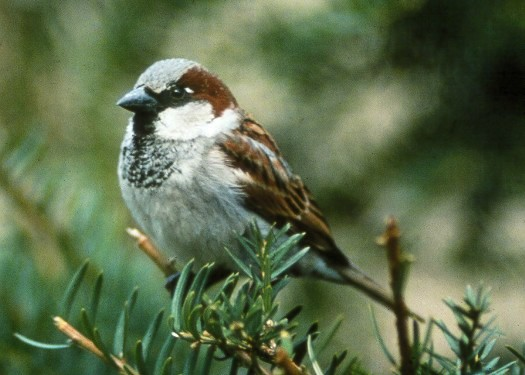
El pardal és un dels ocells més abundants a la Casa de Campo

A la Casa de Campo s'han censat 133 espècies diferents de vertebrats (87 d'aus, 20 de mamífers, 14 de rèptils, sis d'amfibis i sengles de peixos). Molts d'aquests animals, com en altres parcs, estan acostumats a la presència de l'ésser humà, del qual en molts casos admeten el menjar que els ofereix.
Les principals aus que podem trobar al parc són: coloma (xixella i tudó), pardal, garsa, picot, picot verd, picot garser gros, estornell negre, cotorra argentina, carboner, ferreret, cargolet, rossinyol, capsot menut, verdum, canari, cadernera, passerell, tallarol, merla… Entre els freixes es troben puputs i gamarussos i a les riberes dels rierols, l'ànec collverd, la polla d'aigua, l'ànec cullera, el porró comú i la fotja, que en anys recents han rebut exemplars per reforçar les poblacions del parc. Entre les aus migratòries que paren momentàniament al parc cal destacar: oca vulgar, tallarol gros, papamosques, tord, cuereta blanca, gavina vulgar o blauet. També es troben cotorres argentines, introduïdes per l'home com a animals de companyia i que formen grans nius en la copa dels arbres.

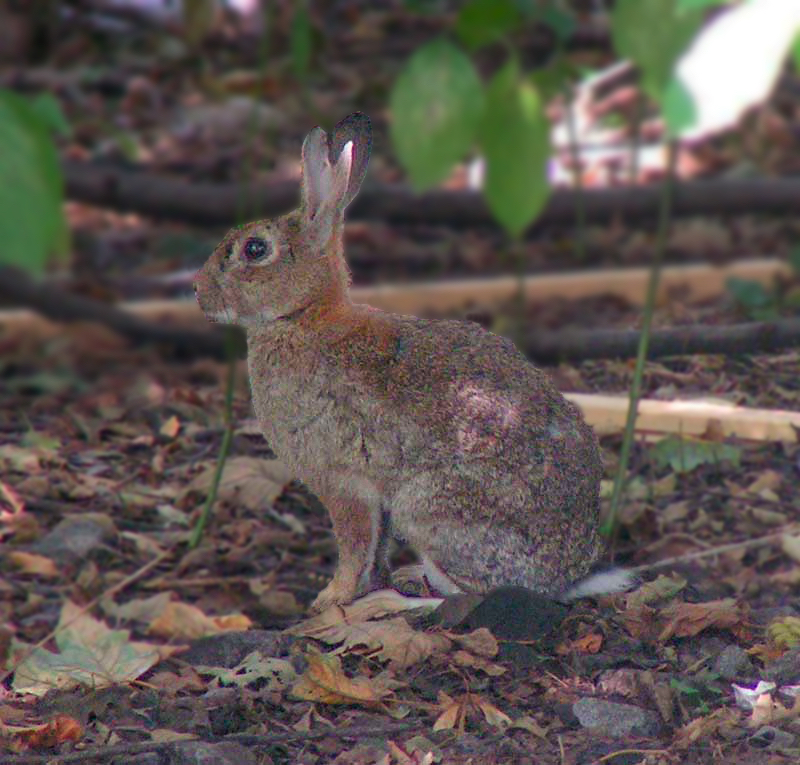
El conill vulgar, un altre dels habitants habituals del parc

Entre els mamífers cal destacar els conills, llebres i esquirols. També hi ha talps, eriçons, musaranyes, ratpenats (comuna i cuallarg europeu), rata cellarda i ratolins. Els conills van ser nombrosíssims en segles passats, fent-se caces de milers d'exemplars per evitar que acabessin amb la vegetació del camp, ja que els seus depredadors naturals (guineu, turó, gineta i àguila imperial ibèrica) rares vegades es veuen pel parc, encara que sí a la propera muntanya d'El Pardo. També en algunes ocasions poden observar-se senglars que, procedents de la citada Muntanya, poden arribar a penetrar a la ciutat.
Els principals rèptils són: sargantana (ibèrica, cua-roja, cuallarga i corredora), llangardaix ocel·lat, tortugues (de rierol i d'orelles vermelles, introduït per l'home), dragó comú i colobres (serp de cogulla i serp verda, que pot arribar als dos metres de longitud). Quant als amfibis destaquen diversos tipus de gripaus (comú, corredor i d'esperons), la granota comuna, el tòtil granoter i la gandària.
Els peixos que habiten el Llac són la carpa (comuna i la seva varietat royal), la perca sol, el carpí, la tenca, el barb, el peix gat i la gambúsia.
Entre els insectes destaquen llagostes i escarabats. Esment a part mereixen els lepidòpters, que expliquen al parc amb un Centre de Divulgació i Conservació. A principis del segle xx, a la Casa de Campo estava representat el 30% de totes les espècies d'Espanya, encara que des de llavors el seu nombre ha descendit en un 30%. En el citat centre es treballa amb 34 espècies diürnes i 22 nocturnes de les més de 60 que hi ha actualment al parc.

## Ús del parc i instal·lacions

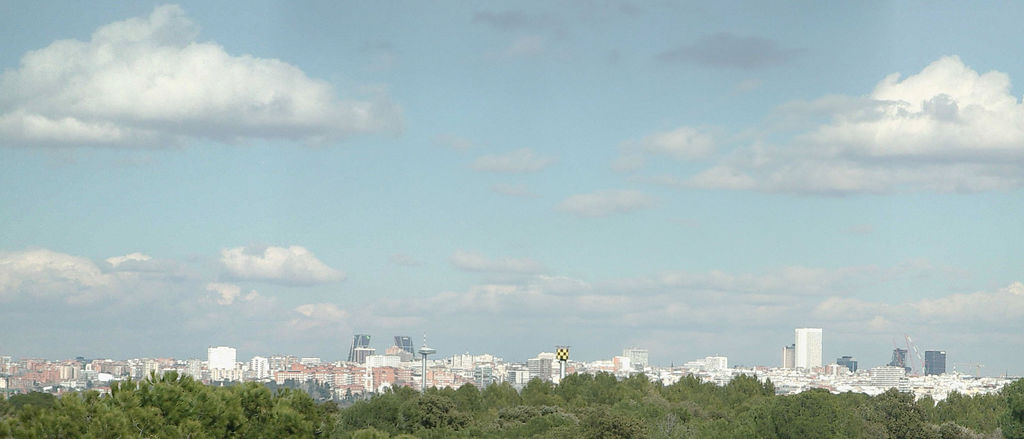
Vista de la ciutat de Madrid des de la Casa de Campo

La casa de Campo és aprofitada per nombrosos residents de la ciutat, especialment els caps de setmana i dies festius. Molts esportistes afeccionats practiquen al parc fúting, ciclisme, mountain bike, tennis, futbol, senderisme o natació. També se celebren proves d'atletisme i, en el llac, de piragüisme i de triatló.
També acudeix molta gent als nombrosos restaurants situats en els antics pavellons de la Fira del Campo i als quioscs al voltant del llac. A això cal sumar els visitants de les diferents fires i esdeveniments celebrats en els pavellons dels recintes firals i en el Madrid Arena. Es pot accedir mitjançant autobús, metro, vehicle privat o telefèric.
Les principals instal·lacions del parc són:
- Centre d'Informació

Situat a l'est del llac, té tres plantes. En la primera està el taulell d'informació i una exposició sobre la història del parc. En la planta soterrani s'explica la flora i fauna del parc; hi ha una maqueta del parc i una sala audiovisual. Es pot accedir al terrat ecològic mitjançant una escala abatible. xxx: de dimarts a diumenge de 9.00 a 14.00 i de 16.00 a 19.00. També compta amb un petit aquari en l'exterior i organitza visites guiades, tallers, jornades, cursos... de franc.
- El Llac

L'entorn del Llac és un dels més visitats del parc a causa del seu fàcil accés en automòbil i a través de l'estació de metro de Llac. Disposa d'un embarcador on és possible llogar barques d'esbarjo o pujar-se en un petit vaixell de motor. També hi ha una escola de piragüisme, les instal·lacions del qual van ser inaugurades en 1991. El Llac està envoltat per una dotzena de quioscs de begudes i menjars i disposa en el centre d'un gran sortidor d'aigua visible des de tota la cornisa oest de la ciutat.
- Instal·lacions esportives

Estan situades en la seva majoria al voltant del Llac, com les pistes de tennis, inaugurades en 1969. També hi ha un circuit de fúting, una piscina municipal i un circuit de bicicletes d'11,5 km. Els diumenges i festius de 9.00 a 15.00 té lloc el Circuit de Ciclisme Enrique Otero, amb assistència mèdica i furgoneta per a reparació de bicicletes. El seu recorregut és de nou quilòmetres amb dos brancs, un de pla de 750 metres i un altre amb pujades i baixades d'1.800 m.
- Parc d'Atraccions

- Zoològic

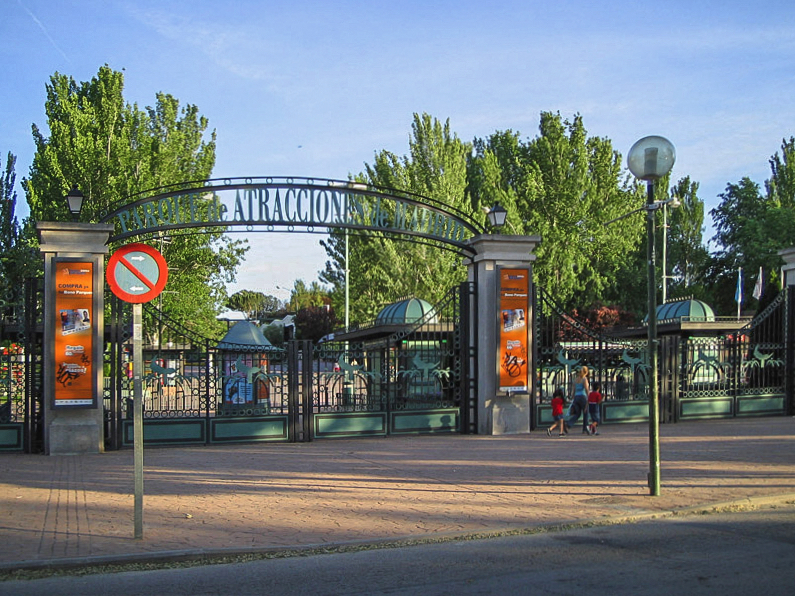
Porta d'entrada al Parc d'Atraccions

Amb accés des de l'avinguda de Portugal, el Parc zoològic de Madrid, inaugurat en 1972, disposa d'un delfinari (1987) i un aquàrium (1995).
- Telefèric

El Telefèric uneix la zona central de la Casa de Campo amb el terminal situat en el Passeig del Pintor Rosales. Disposa de vuitanta cabines que recorren 2,5 km.
- Recintes firals d'IFEMA

L'origen de la Fira del Camp, antecedent dels actuals recintes firals, es remunta a 1919, quan es va cedir a l'Associació de Ramaders del Regne una parcel·la, en el mateix emplaçament, per a exposició i concurs de bestiar.
Situats al costat de l'avinguda de Portugal, els recintes firals ocupen una extensió de 67 ha, amb 4 ha a l'aire lliure i 33.000 m² coberts. Les instal·lacions actuals són:
- - Pavelló de Cristall, d'Asís Cabrero (1964), el més emblemàtic del Recinte, amb gran espai diàfan i amb superfície de 20.200 m².
  - Pavelló de la Pipa, que es diu així per la seva forma, amb una superfície de 8.260 m².
  - Pavelló de Convencions, amb una superfície de 2.721 m².
  - Pavelló XII, amb 2.582 m².
  - Pavelló d'Autoritats.
  - Teatre Auditori de 660 butaques.

En un dels pavellons, l'Audiència Nacional d'Espanya ha celebrat diversos judicis, com el de l'atemptat de Madrid de l'11 de març de 2004.
- Passeig de la gastronomia

Alguns pavellons de l'antiga Fira del Campo, construïts en els anys seixanta del segle xx seguint l'arquitectura típica de diverses regions espanyoles, posteriorment foren reconvertits en restaurants, denominant-se a la zona Passeig de la Gastronomia. Entre aquests restaurants destaquen A'Casiña (instal·lat en l'antic pavelló de Pontevedra, al que va ser pazo de Campoluengo), Currito al Pavelló de Biscaia, El Bosque Sagrado en l'antic Pavelló d'Astúries, El Caserón de Araceli en l'antic Pavelló de Burgos, El Colonial de Mónico en un remodelat pavelló de València, El Palacio de la Misión a l'antiga Casa de Càceres, Guipúscoa, La Masia de José Luis en l'antiga Masia catalana, La Pesquera (en l'antic pavelló de Toledo, amb una rèplica de la Porta de Bisagra) i Ondarreta a l'antiga casa regional de Segòvia.
- Pavelló Madrid Arena

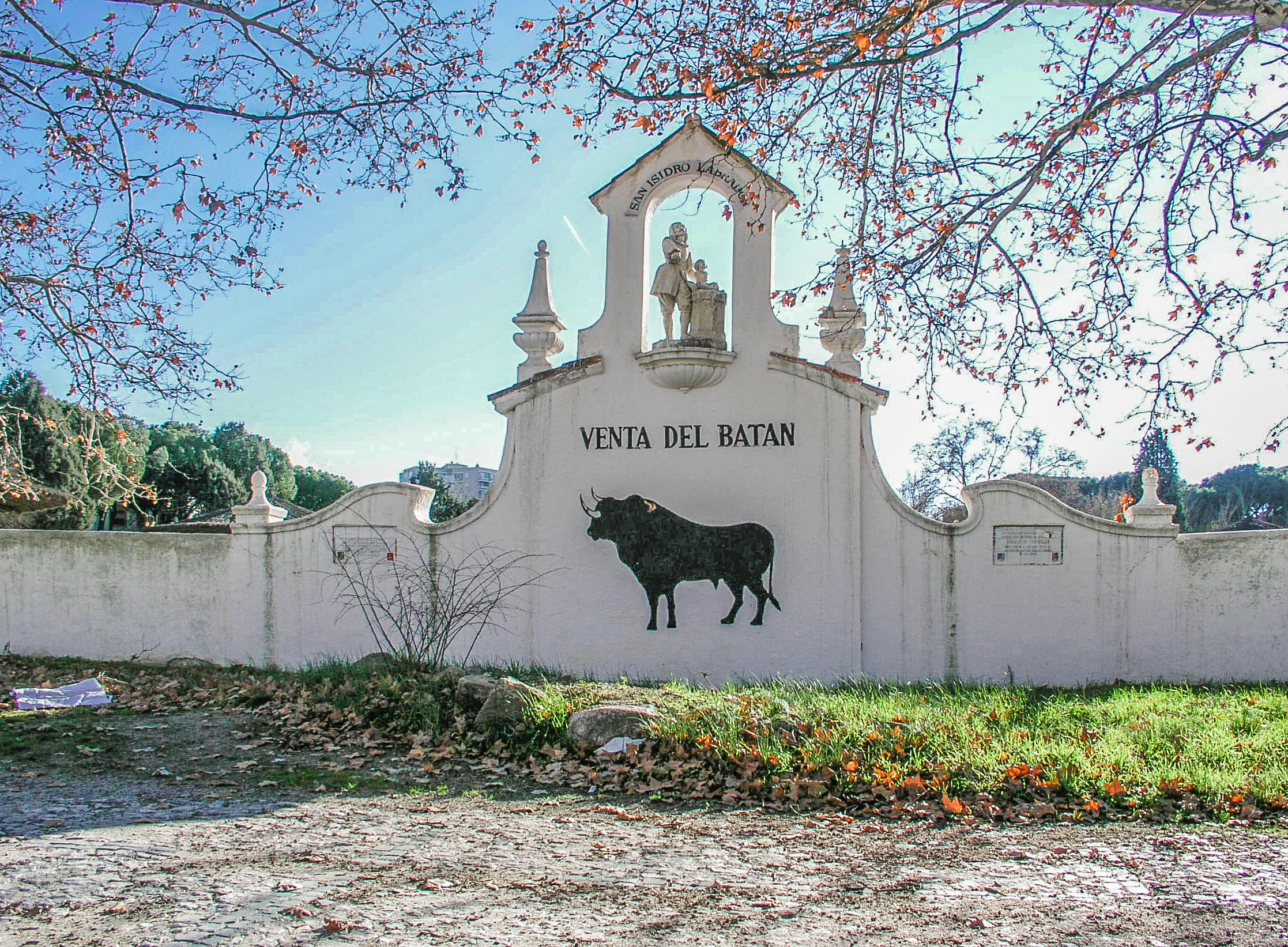
Venta del Batán

Aquest avantguardista pavelló multiús es va construir com a part de les instal·lacions previstes per a la candidatura olímpica Madrid 2012. Es va edificar a partir de l'estadi a l'aire lliure conegut popularment com el Rockódromo, per celebrar-se en el seu recinte especialment concerts de rock.
- Venda del Batán

La Venta del Batán era el lloc tradicional de tancament dels toros en els dies previs a la seva lídia en la Plaça de Toros de Las Ventas. Aquí podien ser visitats pel públic, però des de fa uns anys no es permet la seva exposició pública a causa de la malaltia de la llengua blava. A les seves instal·lacions està l'Escola de Tauromàquia de Madrid.
- Alberg Juvenil Richard Schirrman

A més de l'alberg, que porta el nom del fundador del primer alberg juvenil del món, acull en les seves instal·lacions el Centre de Recuperació de Rapinyaires Nocturnes Brinzal, l'Escola de Circ Carampa i l'Associació per a la Recuperació del Bosc Autòcton ARBA.

## Punts històrics d'interès
- El Palau dels Vargas

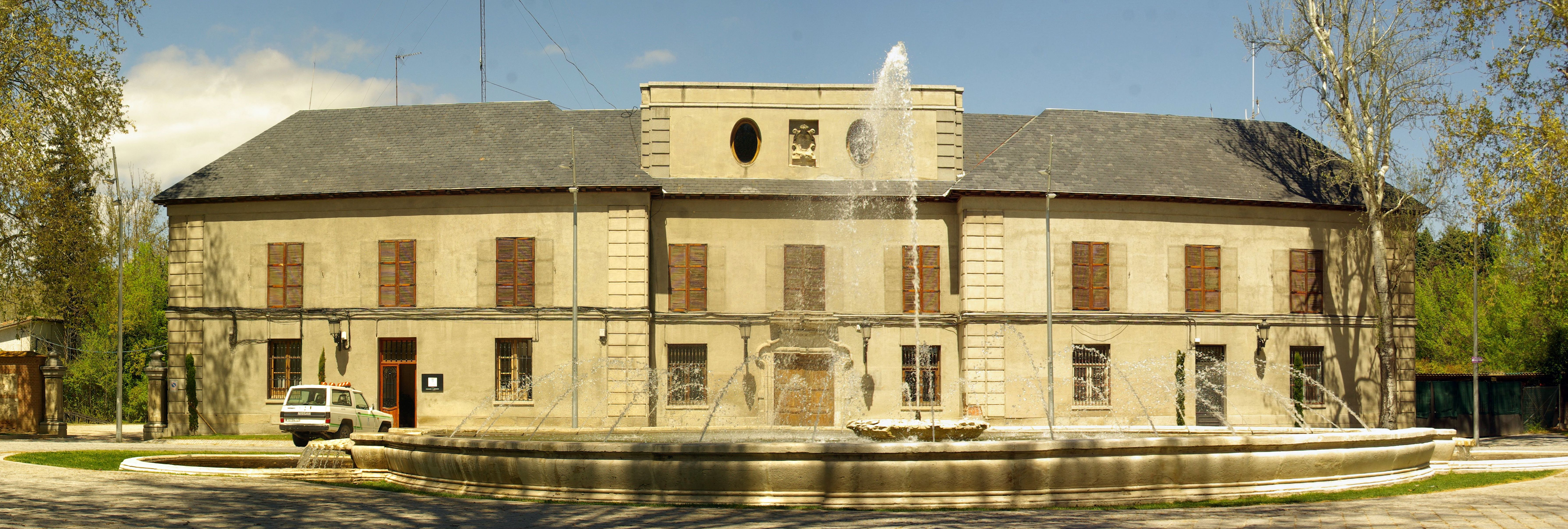
Palau dels Vargas.

El primitiu Palau dels Vargas va ser remodelat en temps de Felip II per Juan Bautista de Toledo i en 1773 per Sabatini. Destruït durant la Guerra Civil, va ser reconstruït amb poc encert, encara que en la seva façana se segueix conservant un antic escut. Acull en l'actualitat dependències de la Regidoria d'Esports de l'Ajuntament. En els anys noranta del segle xx es va elaborar un projecte de restauració del palau juntament amb els jardins limítrofs. En aquests estan situats les restes de la coneguda com a Galería de las Grutas, edifici subterrani que es va esfondrar parcialment al segle xix.
- Pont de la Culebra

Obra de Francesco Sabatini, va ser construït en 1782 per ordre de Carles III, sent l'obra artística més representativa de les quals perduren en tota la Casa de Campo i un curiós exemple d'arquitectura barroca italiana a Madrid. Probablement és l'obra més decorativa i menys funcional de totes les que va construir l'arquitecte italià a la Casa de Campo, perquè estava situat lluny dels camins més transitats i a més la seva escassa amplària només permetia el pas de persones, no de carruatges, raó per la qual es coneixia com «el puente Estrecho». Sabatini va construir altres quatre ponts, dels quals només perduren el de l'Agachadiza i el del Chopo (abans anomenat del Batán), amb un dels seus tres ulls originals encegats i tota la seva estructura primigènia de maó recoberta de ciment.

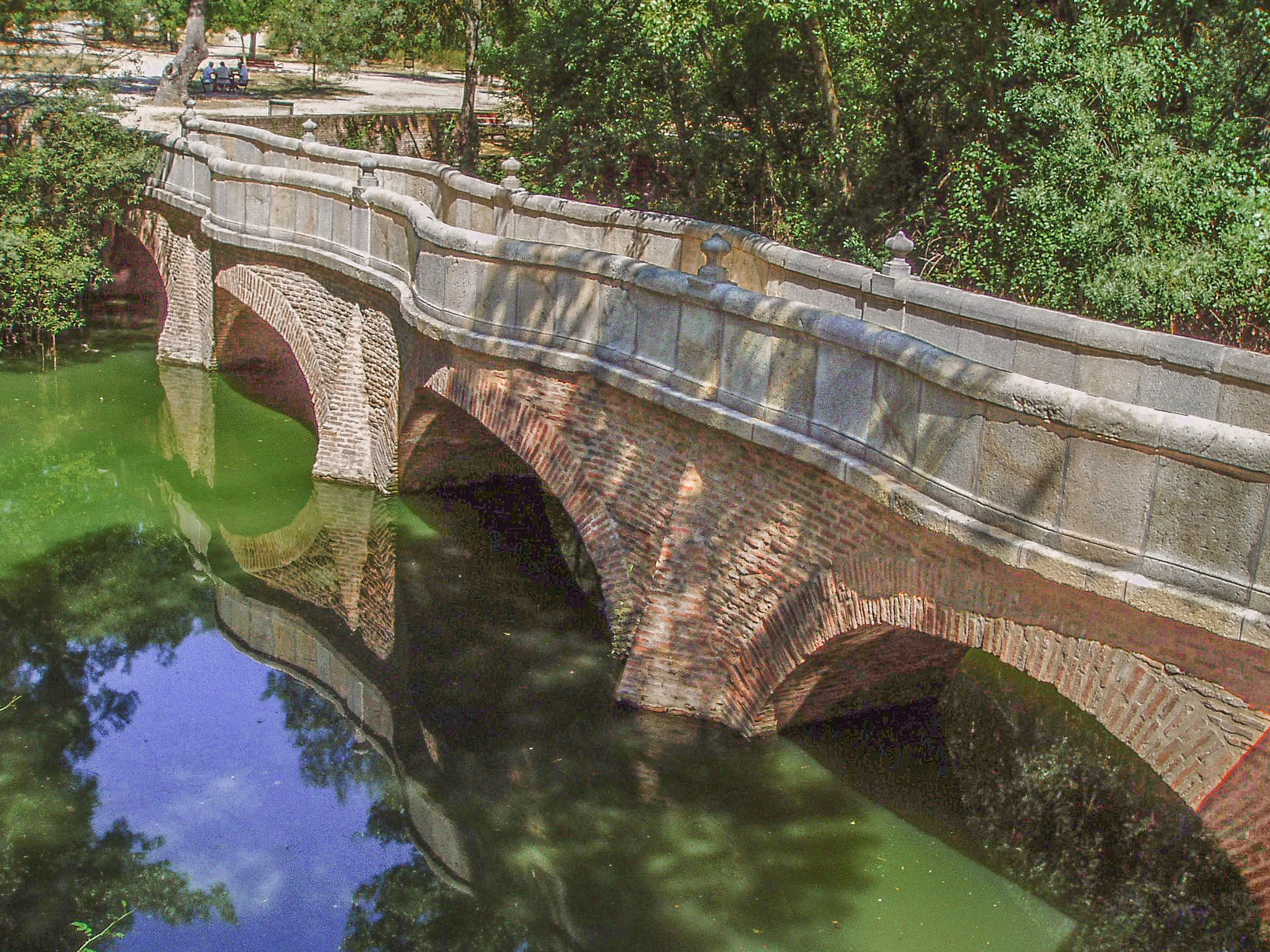
Pont de la Culebra

El de la Culebra es troba a la zona coneguda com El Zarzón, situada en el vèrtex sud-oest del recinte. al costat de la confluència del camí de Prado Rodajos en el seu extrem sud i la carretera del Zarzón en el seu extrem oest, on una petita presa remansa les aigües del rierol Meaques donant lloc al conegut com a «Estanque Chico», envoltat d'esbarzers i espessa vegetació.
El pont, que va acabar rebent el seu actual nom per la forma serpentejant de les seves muralletes de granit, va ser objecte al setembre de 2003 d'un acte de vandalisme, en ser sostrets els deu pinacles de granit que adornaven les seves muralletes, dels quals només van aparèixer tres en els voltants. A l'any següent, l'ajuntament va invertir 32.000 euros en la restauració del pont i els pinacles desapareguts van ser substituïts per reproduccions.
- El Reservado

Es coneix amb aquest nom als jardins situats al costat del palauet dels Vargas. Es divideixen en el Chico i el Grande. El primer és visitable, amb un horari restringit, encara que en el seu interior, envoltat per una tàpia, només queden les restes de les traces dels antics jardins. Es pot observar en el seu interior un dels arbres singulars del parc, el conegut com a Cedro del Reservado. També es troba aquí la Casa de la Castaña, que acull en l'actualitat dependències municipals.
L'altra part, El Reservado Grande, acull en l'actualitat uns vivers municipals i no és visitable. En el límit entre els dos recintes es troba l'edifici de la Faisanera utilitzat en l'actualitat pels vivers.
- La tàpia

Gran part del perímetre de la Casa de Campo està delimitat per l'antiga tàpia reformada per Sabatini sobre l'erigida abans. Té seixanta centímetres de gruix i està realitzada mitjançant pilars i filades de maó amb panys de maçoneria de pedra i morter de calç. La part superior està coberta amb cavallons de granit. En algunes parts es troba derruïda i en altres reconstruïda.

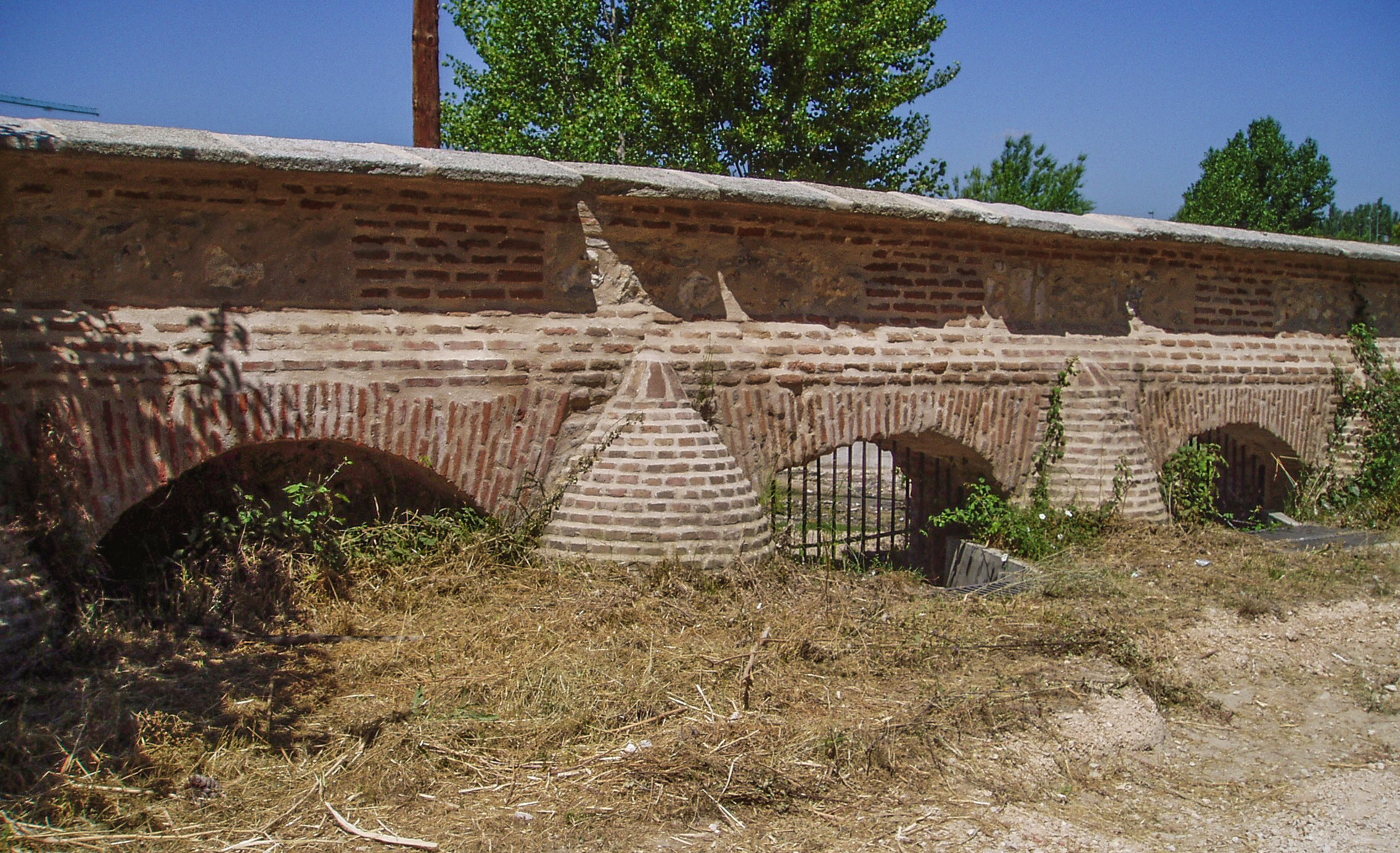
Reixes sota la tàpia en el rierol estacional de Prado del Rey. Van ser dissenyades per Sabatini per permetre el pas de l'aigua alhora que impedien el dels estranys

La tàpia està jalonada per una sèrie de portes per les quals s'accedia des dels camins que arribaven de les localitats properes. Normalment eren de pedra, amb dues o més pilastres verticals amb adorns en la part superior i reixats de ferro. La majoria han desaparegut, encara que perduren les que donen accés al Club de Campo, que eren les antigues portes d'Aravaca i de Castilla.
També hi havia portells, per al pas de persones, com els de l'Agachadiza, Casa Quemada, Los Pinos o Zarzón, reconstruït.
Un altre element interessant de la tàpia són «les reixes», obertures practicades en la part baixa d'aquella en la seva confluència amb els rierols, que permetien l'entrada de l'aigua però al mateix temps protegien dels estranys amb les seves reixes de ferro. En la majoria dels casos és un conjunt de tres reixes, amb la central de major grandària. Els estreps laterals, per resistir les crescudes, tenen forma de tallamars. Les reixes són basculants, per poder obrir-se en cas de fortes riuades. Encara perduren les dels rierols de Meaques, Prado del Rey, la Zorra i dues en el d'Antequina.
- Pont del ferrocarril

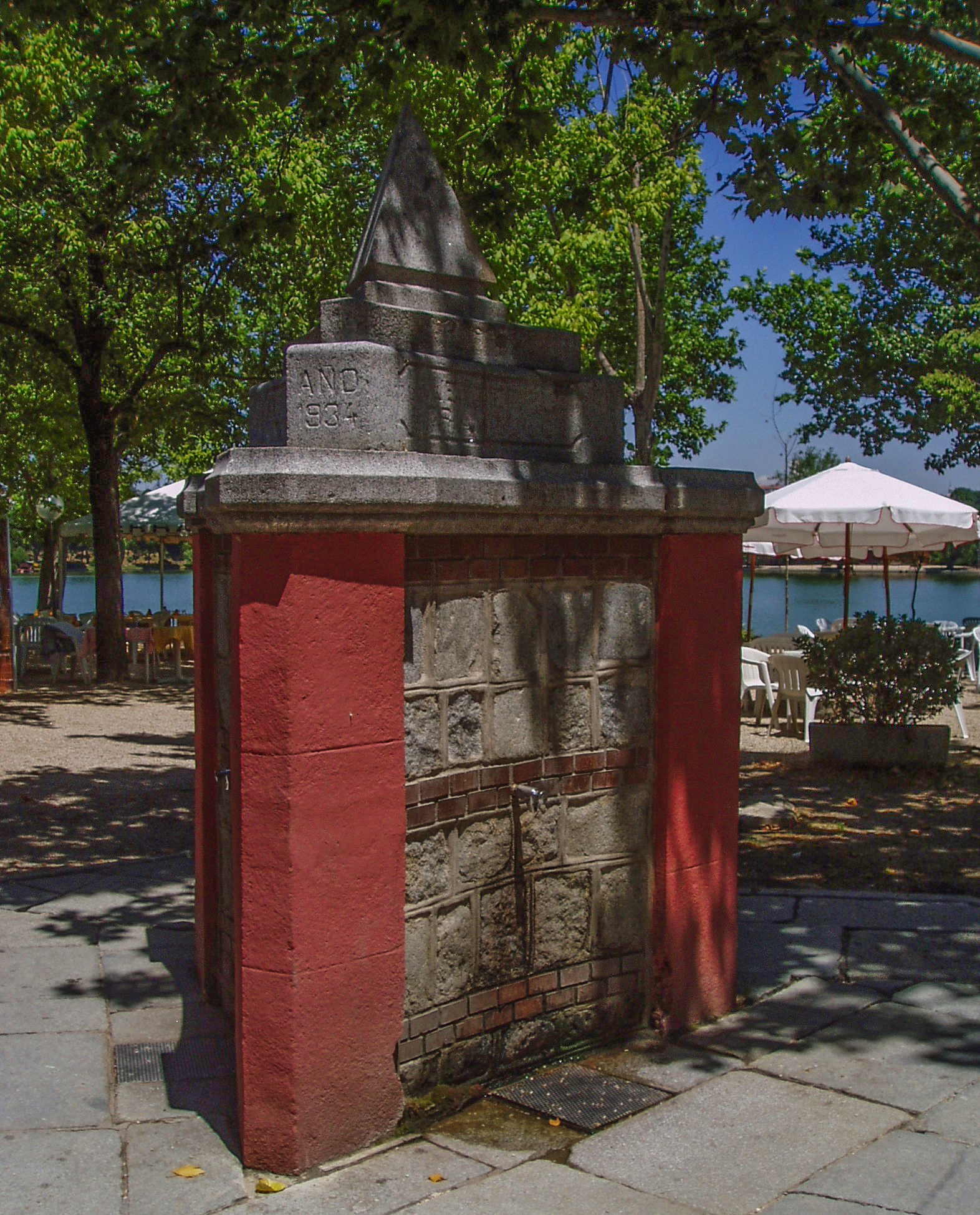
Font del Triángulo (1934), junt al Llac

El pont del ferrocarril, situat a la zona nord, va ser construït en 1860. És de maó i granit amb un arc de mig punt. Creua sobre el camí dels Roures. No té muralleta, però va haver de tenir unes baranes que van ser arrencades, ocasionant desperfectes en el granit.
- Fonts

La majoria de les fonts històriques que hi ha actualment al parc van ser construïdes després d'obrir aquest al públic durant la Segona República, com la del Triangle, en l'angle sud-oest del Llac, o la de les Geleres, propera a l'anterior, creuant la Glorieta de Patines.
No obstant això, també perduren altres més antigues, com la del Zarzón, de 1898, encara que alguna cosa canviada, ja que antigament tenia quatre adorns en forma de pinya. També la font de Rodajos és més antiga.
- Restes de la Guerra Civil

A la Casa de Campo perduren nombroses restes de la Guerra Civil, com a trinxeres i búnquers. Prop del pont de la Culebra poden veure's restes d'una posició de rereguarda de l'exèrcit nacional.
- Huerta de la Partida

Situada en el que actualment és l'angle sud-est de la Casa de Campo, la Huerta de la Partida original datava del segle xvi i es va crear per donar servei al palau dels Vargas, per a això es va construir el canal de reg denominat de la Partida, procedent del rierol de Meaques, que en aquells dies passava proper a aquesta zona encara que actualment discorre entubat en aquest últim tram. Amb el pas del temps l'horta va perdre la seva funció, sobretot a partir del segle xx. En 1928 es va establir sobre els seus terrenys una parcel·la d'experimentació de plantes medicinals.
Dins del pla de soterrament de la M-30, al maig de 2007 es va inaugurar una recreació de la zona, en la qual s'han plantat 837 exemplars d'arbres fruiters ordenats en fileres. Entre aquests s'inclouen nou tipus: ametllers, codonys, pereres, pruneres, oliveres, nogueres, pomeres, moreres i figueres, els troncs dels quals estan pintats de calç com era tradicional antigament. El projecte, que també inclou un rierol de 480 metres, va tenir una inversió de 2’8 milions d'euros.
- Elements desapareguts

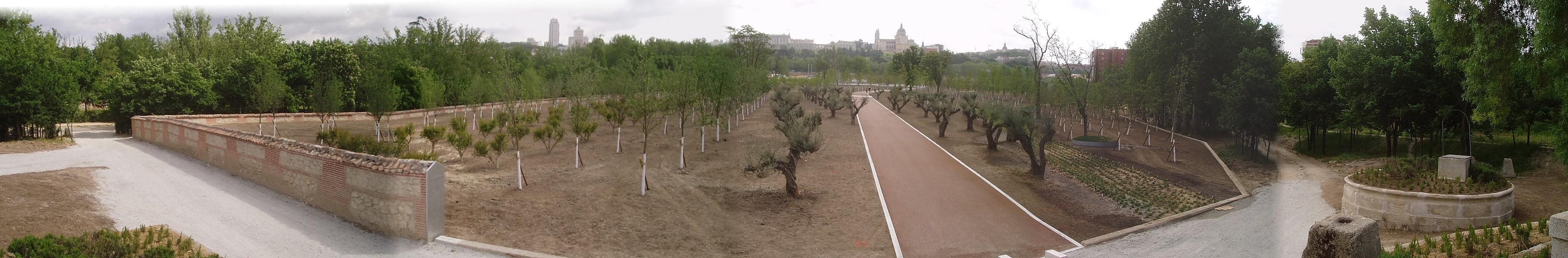
Fotomuntatge panoràmic de la Huerta de la Partida en l'actualitat, després de la seva reconstrucció en 2007

Entre els elements desapareguts del parc mereixen destacar-se el «Lago Menor», que va estar prop de l'actual Llac i va ser utilitzat, com ja s'ha dit, per patinar; l'església de la Torrecilla, de la qual només queden algunes restes dels fonaments que permeten veure la seva dimensió original; La Era, un camp empedrat per la zona del Llac, actualment amb porteries; la Casa Quemada, al costat del portell que comunicava amb el camí d'Aravaca, en el turó de Covatillas, on hi havia un guarda i que durant la Guerra Civil va servir de protecció al Cerro Garabitas, centre d'actuacions de l'exèrcit franquista; la Font de l'Àguila, en El Reservado, construïda durant el regnat de Felip II, probablement pel genovès Giovanni Angelo Montorsoli, i traslladada en 1890 a la seva ubicació actual al pati de la Universitat Reina Cristina d'El Escorial.

## Accés i transports

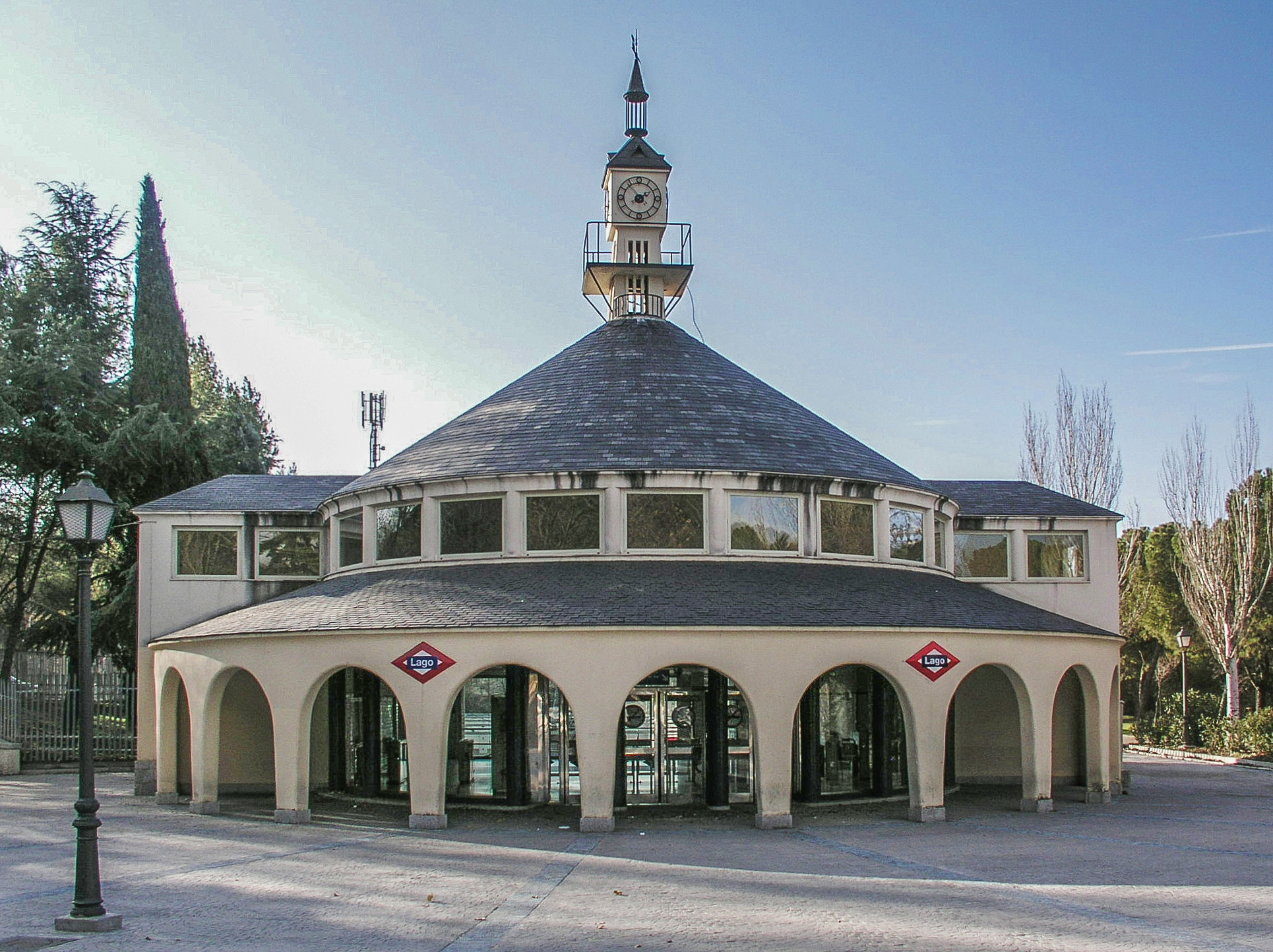
Estació de metro de Lago, a la Casa de Campo

- Caminant o amb bicicleta, es pot accedir a la Casa de Campo per onze portes: les del Río o del Rey i la de Moreras a l'est; les del Batán, de la Venta, del Dante, Gran i de l'Ángel al sud; i les d'Aravaca, de Somosaguas, de Rodajos i del Zarzón a l'oest, des d'on també hi ha entrada per mitja dotzena de portells.
- Les línies d'autobús que donen accés al parc són: pel sud 25, 31, 33, 36, 39, 55 i 65; per l'est 41 i 75; i pel nord 160 i 161.
- Mitjançant Metro es pot arribar per la línia  (estació de Casa de Campo) i per la línia  (estacions de Lago, Batán i Casa de Campo).
- La circulació amb automòbils només es permet, accedint per l'avinguda de Portugal, per arribar als aparcaments situats al costat del Parc d'Atraccions, Zoològic, terminal del Funicular, zona del Llac i algunes instal·lacions esportives. Aquests accessos obren des de les 6.00 fins a les 0.30 o 1.00 (quan finalitza l'activitat en els quioscs i al Parc d'Atraccions).